# Jamahiriya arabe libyenne
Vous lisez un « bon article » labellisé en 2012.
1er septembre 1969 – 20 octobre 2011
(42 ans, 1 mois et 19 jours)
Entités précédentes :
- Royaume de Libye

Entités suivantes :
- Libye (Conseil national de transition)

La Jamahiriya arabe libyenne (en arabe : الجماهيرية العربية الليبية, al-jamāhīriyya al-ʿarabiyya al-lībiyya), et qui veut littéralement dire « L’État des masses arabes libyennes »,,, est le nom officiel en forme abrégée utilisé par l'État libyen, de 1977 à 2011, sous le régime politique de Mouammar Kadhafi.
Kadhafi arrive au pouvoir en 1969 en renversant la monarchie libyenne et institue un régime fortement inspiré, dans un premier temps, du nassérisme égyptien. Durant les premières années de pouvoir de Kadhafi (1969-1977), la Libye porte le nom officiel de République arabe libyenne (الجمهورية العربية الليبية, al-jumhūriyya al-ʿarabiyya al-lībiyya). En 1977, le dirigeant libyen décrète une nouvelle forme de gouvernement et fait de son pays une « Jamahiriya », soit un « État des masses » officiellement gouverné par le biais de la démocratie directe. La Libye est alors rebaptisée du nom complet de Jamahiriya arabe libyenne populaire et socialiste (الجماهيرية العربية الليبية الشعبية الإشتراكية, al-jamāhīriyya al-ʿarabiyya al-lībiyya aš-šaʿbiyya al-ištirākiyya). Dans les faits, le régime continue de fonctionner sur un mode à la fois arbitraire et répressif. En 1986, le régime de Kadhafi adopte son nom définitif de Grande Jamahiriya arabe libyenne populaire et socialiste, tout en conservant la forme abrégée Jamahiriya arabe libyenne dans les usages diplomatiques.
La Libye kadhafiste se distingue d'emblée par un positionnement tiers-mondiste, à la fois panarabe et panafricain, et entretient rapidement des relations conflictuelles, voire hostiles, avec une grande partie des pays d'Afrique, du monde arabe et du monde occidental. Isolée sur le plan international durant les années 1980 et 1990 du fait de son soutien à de nombreuses rébellions et de son concours à des actes de terrorisme, soumise à un embargo imposé par l'ONU entre 1992 et 2003, la Jamahiriya arabe libyenne connaît un retour en grâce diplomatique dans la deuxième moitié des années 2000.
En février 2011 éclate une révolte contre le pouvoir en place, soutenue à partir de mars par une intervention internationale. En août 2011, les rebelles sont maîtres de la capitale et de l'essentiel du territoire libyen. Le Conseil national de transition, organe de direction des rebelles, est reconnu le mois suivant par l'ONU. Les combats contre les partisans de Kadhafi, qui tiennent encore plusieurs bastions, se poursuivent jusqu'en octobre 2011. Mouammar Kadhafi est tué le 20 octobre dans les environs de Syrte et la « libération » de la Libye est proclamée trois jours plus tard.

## La prise du pouvoir par Kadhafi

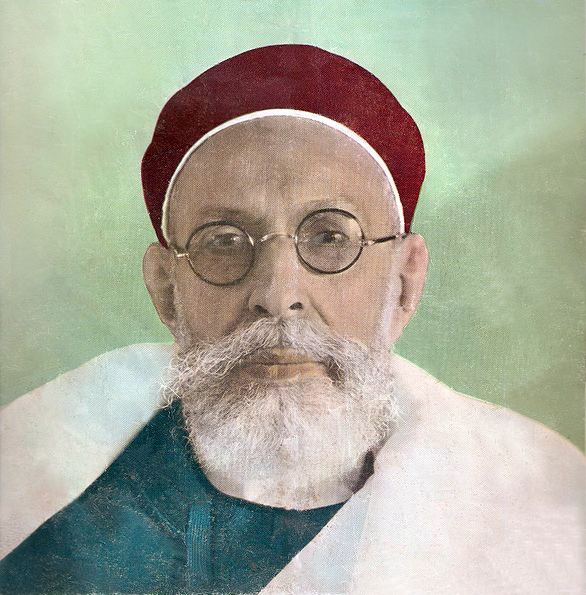
Idris Ier, au moment du coup d'État, suivait une cure à l'étranger.

Dans les années 1960, la monarchie libyenne doit faire face à la montée d'un fort mécontentement social, dû tant à l'inégalité de répartition des richesses naturelles du pays qu'à la position internationale délicate de la Libye. Alliée aux États-Unis et au Royaume-Uni, la Libye a subi avec les autres pays arabes l'humiliation de la guerre des Six Jours en 1967. Malgré des tentatives de réformes sociales et politiques au cours de la décennie, le régime monarchique se montre incapable de résoudre le malaise de la population et la sclérose de la vie politique.
Le 1er septembre 1969, le roi Idris Ier, alors en cure à l'étranger, est déposé lors d’un coup d’État mené presque sans effusion de sang. Les conjurés, qui se désignent sous le nom d'« officiers unionistes libres » et se revendiquent fortement du nassérisme, sont en contact avec les services secrets égyptiens qui les avaient informés que le roi prévoyait, le 2 septembre, d'abdiquer en faveur de son neveu le prince Hassan Reda. Le chef de la conjuration est un jeune capitaine (rétrogradé, par mesure disciplinaire, au grade de lieutenant) alors âgé de 27 ans, Mouammar Kadhafi. Prenant la tête du Conseil de commandement de la révolution (CCR), instance composée de douze dirigeants des officiers unionistes libres, Kadhafi se charge de lire à la radio, le jour du coup d’État, la proclamation des conjurés : il annonce que l’« héroïque armée », répondant aux demandes du peuple, a renversé l'ancien régime « réactionnaire », « arriéré » et « décadent ». La « révolution du 1er septembre » est plus tard désignée sous le nom de « révolution du fateh », terme tiré du Coran et signifiant « qui ouvre » ou « qui conquiert ».
Le 8 septembre, le nom de Kadhafi est publiquement révélé quand il est nommé au grade de colonel et proclamé chef des forces armées. S'il est dès lors clairement identifié comme le chef de la conjuration et le nouveau chef du régime, la liste complète des membres du CCR n'est par contre connue du public que quatre mois après la prise de pouvoir. Le Conseil de commandement de la révolution fait office de véritable gouvernement du pays (le conseil des ministres en titre, nommé par le CCR, n'étant qu'un organe d'exécution) : son fonctionnement régulier n'est cependant jamais établi,.
Le 11 décembre, une « proclamation constitutionnelle », « destinée à fournir la base de l'organisation de l'État durant la phase d'achèvement de la révolution nationale et démocratique » jusqu'à la rédaction d'une constitution définitive, est publiée. La République arabe libyenne se place d'emblée dans une optique panarabe et socialiste, l'article 1 proclamant : « La Libye est une république arabe, démocratique et libre, dans laquelle la souveraineté appartient au peuple. Le peuple libyen est une partie de la nation arabe. Son objectif est l'unité arabe totale. » L'article 6 précise : « L'objectif de l'État est la réalisation du socialisme par l'application de la justice sociale qui interdit toute forme d'exploitation ».

## Les premières années du régime

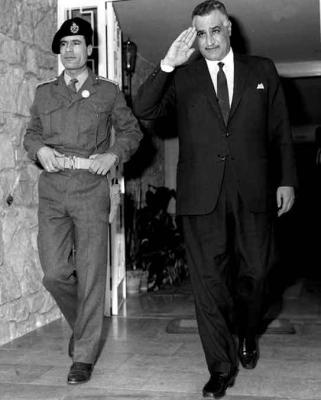
Mouammar Kadhafi en 1969, en compagnie du président égyptien Gamal Abdel Nasser.

Premier drapeau de la République arabe libyenne, adopté en 1969 et identique au drapeau de la libération arabe.

Premières armoiries de la République, basées sur celles de la République arabe unie.

Le premier gouvernement est dirigé par Mahmoud Soleiman al-Maghrebi, un expert pétrolier d'origine palestinienne politiquement marqué à gauche ; ce dernier tente d'introduire de la diversité idéologique dans les cercles du pouvoir, son cabinet comptant plusieurs intellectuels libyens, d'anciens opposants à la monarchie revenus d'exil, ainsi que des personnalités baasistes ou marxistes. Les militaires du CCR s'opposent cependant à l'intégration de ces derniers, qui leur apparaît comme une atteinte à la stratégie identitaire de la révolution. Le 20 novembre 1969, al-Maghrebi doit présenter sa démission et le 16 janvier 1970, Kadhafi devient lui-même Premier ministre, cumulant les postes de chef de l'État (en tant que président du CCR) et de chef du gouvernement et contrôlant ainsi toutes les structures du pouvoir exécutif. Cinq des membres du CCR sont nommés à des postes ministériels, mais Kadhafi semble surtout visé à les isoler ainsi de l'armée, où se situent les vrais enjeux du pouvoir. Les méthodes de gouvernement de Kadhafi ne font cependant pas l'unanimité au sein du régime et, dès les premiers mois, des partisans de la révolution lui reprochent de prendre ses décisions sans concertation et d'agir avec brutalité ; ils réclament en vain l'adoption d'une constitution permanente et la tenue d'élections libres. À partir du 6 mai 1970, Kadhafi organise un « Congrès de la Pensée révolutionnaire », destiné à discuter de la classification des « forces laborieuses » de la Libye et de l'organisation du pays en structures inspirées du nassérisme et du panarabisme. Les intellectuels et les notables libyens sont invités à y participer, mais les militants dotés d'une expérience partisane (communiste ou baassiste) en sont écartés : Kadhafi canalise et contrôle tous les débats du Congrès, dont il retire ensuite sa légitimité idéologique. Il parvient également à rassurer la bourgeoisie libyenne un temps inquiétée par les discours révolutionnaires et s'impose définitivement en tant que principal dirigeant et idéologue du CCR. Un nouveau gouvernement, fondé le 8 septembre 1970, consacre l'élimination des intellectuels du pouvoir en Libye au profit des fidèles nommés par les militaires du CCR. Le Conseil de commandement de la révolution présidé par Kadhafi cumule dès lors les pouvoirs exécutif et législatif, celui de nomination des ministres, ainsi que le rôle de l'orientation idéologique des rouages de l'État.
Les États-Unis sont d'abord rassurés par la promesse des conjurés de ne pas toucher aux intérêts occidentaux et acceptent le non-renouvellement de leurs bases militaires (le dernier soldat américain quitte la Libye le 30 juin 1970 ; les bases britanniques sont également fermées). Ils acceptent également les exigences de Kadhafi en matière pétrolière (relèvement des royalties et de la fiscalité), d'autant que celles-ci leur apparaissent plutôt justifiées sur le fond. La ferveur religieuse de Kadhafi, la constitution provisoire multipliant les allusions à l'islam, le pose aux yeux des Américains comme un anticommuniste avec lequel il est possible de traiter.
L'impression des observateurs étrangers est, tout d'abord, d'autant plus positive que Kadhafi introduit sur le plan de la politique intérieure de nombreuses mesures populaires, tels le doublement du salaire minimum ou le gel des loyers. Les palais royaux deviennent des bâtiments publics et l'enseignement est arabisé. Kadhafi s'emploie rapidement à récupérer les terres fertiles du pays, dont une partie demeure entre les mains d'anciens colons italiens : en octobre 1970, son gouvernement procède à l'expropriation et à l'expulsion d'environ 13 000 propriétaires agricoles italiens, dont les biens – environ 3 000 fermes – sont nationalisés. L'État procède à une politique globale de nationalisation des banques étrangères et s'arroge le monopole du commerce extérieur. Kadhafi se distingue également par des mesures inspirées tout à la fois par sa stricte observance musulmane et par son attachement à un nationalisme arabe radical : la consommation d'alcool est interdite, les églises et les boîtes de nuit sont fermées et l'arabe proclamé comme seule langue autorisée pour les communications officielles. À l'occasion du premier choc pétrolier, le gouvernement prend le contrôle des compagnies pétrolières ; les majors sont prises sous contrôle à concurrence de 51 % en novembre 1973 contre de solides concessions financières. L'envolée du prix du pétrole provoque une montée en flèche des rentrées de la rente pétrolière,,,.
Après la mort de Nasser, Kadhafi se présente comme l'authentique représentant du nassérisme : son discours officiel amalgame alors sur le plan idéologique le socialisme arabe et le socialisme islamique, commettant d'ailleurs à ce sujet un contresens, car le socialisme arabe était conçu par Nasser comme opposé au socialisme islamique des Frères musulmans. Le 11 juin 1971, un parti unique, l'Union socialiste arabe, calqué sur le parti de Nasser, est créé, pour canaliser la « mobilisation révolutionnaire » souhaitée par le régime. Le mouvement est conçu moins comme un parti politique que comme un instrument de contrôle social : tout Libyen est tenu d'en être membre, à travers un comité local ou provincial. Kadhafi semble cependant avoir été vite déçu des capacités de mobilisation de l'Union socialiste arabe. La République arabe libyenne ne se conforme pas à un modèle parlementaire classique et mise surtout sur la création d'organisations de masse comme l'Union des femmes ou une union syndicale. L'administration est modernisée, avec l'introduction de gouvernorats et de municipalités, afin de s'éloigner de la base tribale de l'ancien système. L'Union socialiste arabe échoue cependant rapidement à remplir son rôle de relai des masses populaires : le Conseil de commandement de la révolution fait en effet office d'autorité suprême de l'Union socialiste arabe, qui est d'emblée contrôlée de manière rigide par le pouvoir en place. La contradiction entre le rôle de canalisation de l'élan révolutionnaire que le parti est censé remplir et la réalité de sa soumission au gouvernement rend rapidement inopérant le parti unique, également handicapé par la complexité de ses structures.
Si, par son arabisme, Kadhafi s'inspire de manière revendiquée de Gamal Abdel Nasser, il est également plus religieux que lui et, tout en s'opposant aux islamistes, manifeste volontiers une foi ardente et lie étroitement arabisme et islam. Sur le plan religieux, Kadhafi se distingue en effet de Nasser par un univers référentiel plus proche de celui des islamistes; bien que méfiant à l'égard des gardiens de la loi religieuse (proche, en Libye, de la monarchie) comme des contestataires islamistes assimilés à la mouvance des Frères musulmans, Kadhafi est l'un des premiers chefs d'État arabes à s'engager dans la voie d'une réislamisation partielle du droit positif. En 1970, une commission est chargée d'« éliminer les règles établies en violation de la charia et de proposer un projet de réhabilitation de ses principes fondamentaux ». L'inspiration égyptienne est cependant la caractéristique dominante des trois premières années du régime de Kadhafi, qui ne manifeste aucune originalité sur le plan institutionnel. L'effort du régime se situe pour l'essentiel dans la concrétisation du panarabisme, via l'union des masses populaires arabes.

## L'échec des tentatives d'unions panarabes et panafricaines

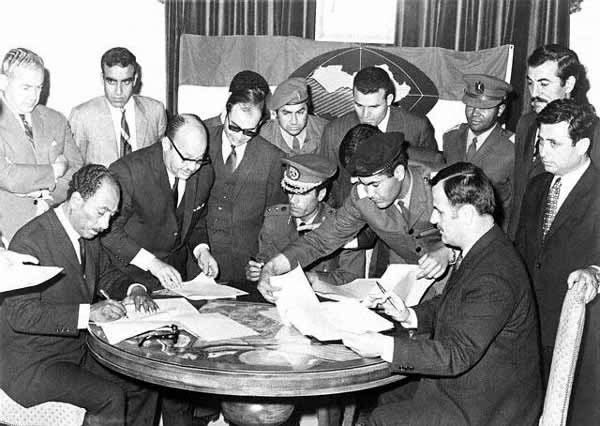
Anouar el-Sadate, Mouammar Kadhafi et Hafez el-Assad signant l'accord de fédération de leurs trois pays en 1971.

Second drapeau de la République arabe libyenne, adopté en 1972 après la création de l'Union des républiques arabes, dont la principale différence avec celui de l'Égypte et de la Syrie est le ratio qui est de 1:2 contre 2:3.

Drapeau prévu pour la République arabe islamique constituée par l'union de la Tunisie et de la Libye.

Secondes armoiries de la République arabe libyenne, inspirées de celles de la Syrie.

Dès son arrivée au pouvoir, Kadhafi se distingue par un projet volontariste d'union de la « nation arabe », avec pour finalité d'effacer les traces de la domination occidentale, persistantes même après la décolonisation.
Le 27 décembre, la Libye signe avec l'Égypte de Nasser et le Soudan de Gaafar Nimeiry une « charte révolutionnaire », dite également « Pacte de Tripoli », qui lance un projet de fédération, défini comme une « alliance révolutionnaire dont le but est de déjouer les intrigues impérialistes et sionistes ». La mort de Nasser, en septembre 1970, ne ralentit pas le projet et l'arrivée au pouvoir de Hafez el-Assad en Syrie amène l'adhésion de ce dernier pays au projet. Le 17 avril 1971 est proclamée l'Union des Républiques arabes, fédération regroupant l’Égypte, la Libye et la Syrie et approuvée par référendum dans les trois pays le 1er septembre de la même année en hommage à la date anniversaire du coup d'État libyen. Le Soudan est écarté des projets d'union, du fait de son instabilité politique interne. Le 2 août 1972, une union totale entre l'Égypte et la Libye est proclamée : la Syrie n'est plus mentionnée dans cet aspect de l'accord. Rapidement, le président égyptien Anouar el-Sadate, inquiet devant les surenchères et la personnalité de Kadhafi, choisit de s'éloigner de la fédération. La fusion, prévue en 1973, n'a finalement pas lieu et la situation débouche sur une crise diplomatique entre l'Égypte et la Libye.
Kadhafi tente sans grand succès de poser des jalons unitaires avec l'Algérie de Houari Boumédiène, puis entame une autre tentative de fusion, cette fois avec la Tunisie : mais le 12 janvier 1974, Habib Bourguiba, après avoir signé avec Kadhafi un traité d'union entre la Tunisie et la Libye au sein d'une « République arabe et islamique », se retire brutalement du projet de fusion. Les affronts subis de la part de Bourguiba et Sadate contribuent à convaincre Kadhafi que rien de sérieux ne peut être tenté avec l'ancienne génération des dirigeants arabes,. En novembre 1978, les accords internationaux entre l'Égypte et la Libye sont dénoncés. En septembre 1980, un nouveau projet d'union est annoncé entre la Libye et la Syrie, mais ne se concrétise pas. En 1981, un autre projet unissant la Libye et le Tchad tourne également court. En 1984, l'Égypte se retire définitivement de l'Union des Républiques arabes, qui était en sommeil depuis plusieurs années et cesse cette fois officiellement d'exister. En août 1984, Kadhafi signe un « traité d'Union arabo-africaine » avec le Maroc, qui se traduit surtout par l'arrêt du soutien libyen au Front Polisario et par des échanges commerciaux entre les deux pays. Déçu par le panarabisme, Kadhafi se tourne de plus en plus, au fil des années, vers le panafricanisme, une large part de l'activité diplomatique et humanitaire de la Libye étant consacrée à l'Afrique noire.
Les ambitions unitaires de Kadhafi se retrouvent par la suite dans la participation de la Libye à des institutions comme l'Union du Maghreb arabe (qui n'apporte pas les résultats espérés, du fait de l'isolement libyen et de la tension née du regain islamiste et de la guerre du Golfe) et la Communauté des États sahélo-sahariens, ou des initiatives plus tardives comme la Ligue populaire et sociale des tribus du Grand Sahara. En septembre 1999, la Libye accueille la session extraordinaire de l'Organisation de l'unité africaine, où est adoptée, sous l'impulsion de Kadhafi, la résolution connue sous le nom de déclaration de Syrte qui pose les bases de la transformation de l'OUA en Union africaine. Lorsqu'il prend en 2009 la présidence tournante de l'Union africaine, le colonel Kadhafi en profite pour relancer le concept des États Unis d'Afrique, sans soulever l'enthousiasme des autres dirigeants africains.

## De la République (Jumhuriya) à l'«État des masses»(Jamahiriya)

Drapeau de la Jamahiriya arabe libyenne, adopté en 1977. Utilisant le vert, symbole de l'islam, comme couleur officielle du régime, la Libye est alors le seul pays au monde à avoir un drapeau unicolore et sans aucun motif.

Au début de 1973, Mouammar Kadhafi est confronté à une situation d'échec : sur le plan régional, sa volonté d'unité se heurte à la méfiance des autres chefs d'État ; sur le plan intérieur, l'appareil administratif se montre peu coopératif et il doit faire face à une opposition au sein du Conseil de commandement de la révolution. À l'issue d'une séance orageuse du CCR durant laquelle ses options en matière d'armement sont désavouées, Kadhafi fait part aux autres membres du Conseil de sa volonté de démissionner, mais en révélant « personnellement la nouvelle au peuple ». Quelques jours plus tard, le 15 avril 1973, Kadhafi prononce à Zouara un discours dans lequel, à la surprise générale, il passe à la contre-offensive, rejetant la légitimité institutionnelle de l'appareil révolutionnaire et appelant les « masses populaires » à « monter à l'assaut de l'appareil administratif ». Kadhafi annonce le début d’une « révolution culturelle » dans les écoles, les entreprises, les industries et les institutions publiques.
La « subversion » interne et externe devient progressivement le mode d'action privilégié de Kadhafi, qui pense avoir trouvé la solution à l'immobilisme ambiant qui frustrait ses ambitions révolutionnaires. Au cours des années 1970, il lance un long processus d'« assaut » (zahf) des institutions, que les citoyens sont invités à contrôler, sans autres intermédiaires que des congrès et des comités théoriquement censés les représenter. Les congrès populaires de base et les Comités populaires, destinés à faire office d'expression directe de la volonté directe du peuple libyen, sont progressivement mis en place. Dans les faits, les Comités populaires commencent d'emblée à fonctionner bien souvent comme des auxiliaires des services secrets, dénonçant les personnes critiques à l'égard de la révolution. Des vagues d'arrestation, parfois à l'initiative de dénonciation par les Comités populaires, ont lieu dans divers cercles politiques, chez les communistes et parmi les sympathisants du Parti Baas ou des Frères musulmans. Les initiatives des Comités populaires se chevauchent en outre dans les premiers temps avec les prérogatives de diverses institutions et aboutissent à des situations d'anarchie.
En 1975, le parti unique, l'Union socialiste arabe, est déclaré « ouvert à tous », ce qui annonce sa dissolution pure et simple, ; les cellules locales du parti sont coordonnées avec les Comités populaires afin de réduire les chevauchements d'autorité. La même année, Kadhafi publie la première partie de son Livre vert, bref ouvrage doctrinal dans lequel il expose un corpus idéologique de son cru, la « troisième théorie universelle » (censée représenter la « troisième voie », c'est-à-dire l'alternative au capitalisme exploiteur et au communisme totalitaire) et détaille les principes d'une forme de démocratie directe dont il prône l'instauration en lieu et place de la démocratie parlementaire.
En août 1975, une tentative de coup d'État contre Kadhafi, menée par deux des membres du Conseil de commandement de la révolution, est déjouée ; le CCR est ensuite purgé, seuls cinq de ses douze membres d'origine (dont Kadhafi lui-même, Abou Bakr Younès Jaber et Abdessalam Jalloud) demeurant en place. Le CCR cesse de fonctionner comme un organe collégial de prise de décision ; s'il ne disparaît qu'en mars 1977, la Libye tend désormais inexorablement vers l'instauration d'un pouvoir personnel. L'opposition, réprimée à l'intérieur de la Libye, forme des groupes à l'étranger. Parmi les principales personnalités passées à la dissidence dans la deuxième moitié des années 1970, on compte deux anciens membres du CCR (Abdel-Moneim Al-Huni, ancien ministre de l'Intérieur et Omar al-Meheichi, principal responsable du complot de 1975) et l'ancien Premier ministre Mahmoud Soleiman al-Maghrebi.
Le 5 janvier 1976, un Congrès général du peuple, constituant le nouveau Parlement monocaméral de la Libye, est réuni pour une session durant jusqu'au 18, et nomme à son secrétariat général Abdessalam Jalloud, chef du gouvernement depuis 1972. Le Congrès général du peuple fixe le budget des ministères, réaffirme sa foi dans « l'expérience de démocratie populaire » de la République arabe libyenne, et son soutien aux « mouvements de libération nationale » à travers le monde.
Le 2 mars 1977, la dynamique lancée quatre ans plus tôt par le discours de Kadhafi à Zouara débouche sur la proclamation d'un nouveau mode de gouvernement. Le Congrès général du peuple, réuni pour la seconde fois, proclame par le biais d'une allocution prononcée par Abdessalam Jalloud l'instauration officielle en Libye du « Pouvoir du Peuple » ; ce discours, intitulé « Déclaration sur l'avènement du Pouvoir du peuple », tient dès lors lieu de Constitution à la Libye. Le nom du pays est changé en « Jamahiriya arabe libyenne populaire et socialiste ». De république, la Libye devient une Jamahiriya : ce néologisme inventé par Kadhafi et traduisible par « État des masses » se distingue du mot Jumhuriya, mot arabe traduisant « République » et signifiant « Gouvernement (ou État) du public » (« public » étant pris au sens de « masse humaine »). En effet, le mot « masse » est mis au pluriel dans Jamahiriya pour insister sur le fait que le pouvoir est censé y être exercé directement et sans intermédiaires par la population,. La dénomination plus courte de « Jamahiriya arabe libyenne » est utilisée de manière officielle, y compris dans les traités et les instances internationales, de préférence à la forme simple « Libye ».
Le pays est désormais officiellement gouverné selon un système de démocratie directe par le biais des Comités populaires. Le Congrès général du peuple (CGP) devient le siège du pouvoir exécutif en sus de celui du pouvoir législatif : le CCR est rebaptisé « Secrétariat général du Congrès général du peuple », Kadhafi lui-même prenant le titre officiel de « Secrétaire général du Secrétariat général du Congrès général du peuple » (abrégé ensuite en « Secrétaire général du Congrès général du peuple »),. Plus aucun parti politique n'est autorisé en Libye, où la vie politique se structure autour de trois slogans : « Pas de démocratie sans comités populaires ! », « Des comités populaires partout ! » et « Celui qui crée un parti trahit ! ».

## Fondements du pouvoir de Kadhafi
Pour conserver son pouvoir, Kadhafi s'appuie sur plusieurs facteurs, dont la faible densité de population du pays, qui rend difficiles grèves, mouvements sociaux et émeutes urbaines. Les quelques manifestations estudiantines, notamment en avril 1984, sont ainsi très violemment réprimées.

### Manipulation des alliances tribales
Le système politique de la Jamahiriya arabe libyenne est fondé en grande partie sur des alliances tribales. En quarante ans de règne, Kadhafi a conservé le système tribal et sa manipulation des alliances lignagères a été érigée en un véritable système politique. Mais parallèlement, il a réduit le rôle des tribus et les a marginalisées, en constituant une ébauche de système administratif moderne, avec préfectures (muhāfazāt) et municipalités (baladīyat), ce qui a amoindri le soutien que les tribus étaient susceptibles de lui apporter.
Kadhafi maintient notamment son autorité en jouant des influences de l'armée, du Congrès général du peuple et des Comités révolutionnaires qui noyautent les deux autres institutions. S'entremêlent à ces trois pôles d'influence les réseaux de solidarités tribales. Si, durant les premières années du régime de Kadhafi, le pouvoir n'évoque pas officiellement le rôle des tribus, Le Livre vert leur consacre un chapitre entier dès 1975; Kadhafi en fait l'un des principaux leviers de l'équilibre de son pouvoir, tout en les court-circuitant à d'autres moments avec l'aide de l'armée. Membre lui-même de la tribu Qadhadhfa, Mouammar Kadhafi parvient à maintenir un certain équilibre entre les tribus, dont il s'assure le soutien. Mais avec le temps, cet équilibre échoue à se maintenir et le système avantage principalement le clan Kadhafi et certaines des tribus, Magarha, Qadhadhfa ou Ouarfalla,.
La Qadhadhafā, à laquelle appartient Mouammar Kadhafi, est forte d'environ 125 000 membres surtout dans le Centre de la Libye. Cette tribu a la mainmise sur le régime libyen, elle est la plus armée et a toujours été privilégiée par Kadhafi pour défendre son régime dont elle est le noyau dur. Par ailleurs, le dirigeant libyen a de tous temps été très méfiant vis-à-vis des forces armées libyennes, préférant volontairement les affaiblir par peur des coups d’État. Le « Guide » a plutôt renforcé les milices et les forces de sécurité spéciales dirigées par ses fils et les membres de sa tribu.
La Ouarfalla (ou Warfalla ou encore Warfallah) est la plus grande des tribus de Libye avec environ un million de membres. Elle se situe essentiellement à Benghazi, dans l'Est du pays, d’où est partie la révolte. Les officiers warfalites ont fait les frais du coup d’État manqué en 1993, nombre des membres de la tribu occupant des fonctions dirigeantes dans l’armée ont été emprisonnés ou tués.[réf. souhaitée]
La Magarha est concentrée dans les régions de l'Ouest du pays. Cette tribu, dont est issu l'ancien chef du gouvernement Abdessalam Jalloud, comptait parmi les principaux appuis de Kadhafi, avant les représailles consécutives à la tentative de coup d’État de 1993[source insuffisante].

### Distribution des ressources pétrolières
Les importantes ressources pétrolières du pays permettent en outre à Kadhafi, tout au long des années 1970, de susciter un consensus social en finançant des plans d'équipement efficaces et des politiques sociales généreuses. Le pouvoir s'emploie à améliorer notablement les systèmes éducatif et de santé de la Libye. Dans les années 2000, la Libye est classée au premier rang des pays d'Afrique sur le plan de l'indice de développement humain calculé sur la base de l'espérance de vie, du niveau d'éducation et du niveau de vie ; néanmoins, ce classement masque des problèmes économiques et sociaux croissants,.

### Répression
Outre ces réseaux de solidarité sociale et cet usage des ressources financières du pays, le système de Kadhafi s'appuie au fil des années sur un appareil répressif développé et financièrement choyé par le régime, qui n'hésite pas à user des méthodes les plus brutales.

#### Exécutions, assassinats politiques et régime de terreur
Le pouvoir déjoue une série de tentatives de coups d'État venus de l'armée, dont le premier a lieu dès décembre 1969. Après l'échec du putsch interne au CCR en août 1975, les purges politiques s'intensifient. Des exécutions, parfois massives, de conjurés réels ou supposés ont lieu avec régularité ; en novembre 1985, Kadhafi fait exécuter, ou exécute lui-même, son propre beau-frère, Hassan Ishkal, commandant de la région militaire de Syrte, soupçonné de préparer un complot avec l'aide de l'Occident. Mis en place dès la fin 1977, les Comités révolutionnaires, dont l'un des principaux animateurs est Moussa Koussa, se chargent d'appliquer un régime de terreur, multipliant les actes de répression et de violence, comme des autodafés de livres au sein des universités, la pendaison publique d'enseignants islamistes et l'élimination physique des opposants sur le sol libyen et à l'étranger. De nombreux opposants réels ou supposés sont arrêtés, torturés, ou « disparaissent » purement et simplement. Parmi les exilés, on dénombre au fil des années trente-cinq opposants assassinés par des tueurs envoyés par le régime libyen, ce chiffre ne tenant pas compte des tentatives d'assassinat ou des meurtres maquillés en accident. L'ancien ministre des Affaires étrangères Mansour Khikhia, réfugié en Égypte, est enlevé et ramené en Libye pour y être exécuté.
Le code pénal libyen fait dès 1972 de toute activité politique contraire à la révolution de septembre 1969 un crime passible de la peine de mort. Après l'interdiction de tous les partis en 1977, toute forme de participation aux activités d'un parti politique, de quelque manière et à quelque niveau que ce soit, est punie de mort. Le régime fait, au fil des années, un usage abondant de la peine capitale, les civils étant exécutés par pendaison et les militaires par peloton d'exécution. Les exécutions sont souvent retransmises à la télévision, ou bien photographiées en vue de leur diffusion dans la presse. Lors de la promulgation de sa Charte verte des droits de l'homme en 1988, Kadhafi propose de remplacer la peine de mort par d'autres types de peine, mais la peine capitale ne cesse nullement d'être appliquée dans les années qui suivent. ONG et observateurs internationaux notent de nombreux décès et disparitions de personnalités relevant probablement d'exécutions extra-judiciaires.
En juin 1996, en deux jours, plus d'un millier de détenus auraient été tués dans la prison d'Abou Salim par les forces du régime ; ce massacre est partiellement reconnu par Mouammar Kadhafi en 2004,.

#### État des libertés civiles et d'expression
Si une certaine liberté d'expression a cours durant les débats au sein des Comités populaires, des Congrès populaires de base et du Congrès général du peuple, elle est limitée par le choix des sujets et, si des responsables peuvent à l'occasion être publiquement critiqués, les débats ne doivent en aucun cas comporter de critiques envers Mouammar Kadhafi lui-même. La Libye compte sous Kadhafi un réseau particulièrement développé d'informateurs chargés d'espionner la population. Les services de sécurité libyens, notamment ceux liés aux Comités révolutionnaires, ne font généralement aucun cas du cadre légal pour effectuer perquisitions, interrogatoires et arrestations ; le droit à la vie privée des citoyens libyens est de facto inexistant. Les citoyens libyens bénéficient d'une liberté de mouvement à l'intérieur du pays, qui peut cependant être entravée par des blocus temporaires imposés, pour des raisons sécuritaires, à certaines villes ou régions déterminées. La jeunesse est autorisée à étudier à l'étranger, selon un système de bourses d'État, mais les étudiants peuvent être rappelés au pays à tout moment et soumis à des interrogatoires. Le principe de liberté d'expression, théoriquement garanti par la « Charte verte de la liberté et des droits de l'homme en Libye » de 1988, ne recouvre aucune réalité : les médias officiels diffusent scrupuleusement la propagande de l'État et les publications étrangères, bien qu'autorisées en Libye, font l'objet d'une censure régulière. Les syndicats indépendants et les associations de travailleurs sont interdits, car constituant entre l'État et le peuple des « intermédiaires » inacceptables dans la philosophie jamahiriyenne.

#### État des libertés culturelles et religieuses
Sur le plan culturel, le régime fonde une partie de sa propagande sur l'identité arabe de la Libye, et nie toute possibilité d'expression aux populations berbères. La pratique de la langue berbère est interdite, de même que les associations culturelle berbères. L'identité berbère libyenne ne peut s'exprimer librement qu'au sein des groupes d'opposants en exil.
L'islam est la religion d'État de la Jamahiriya : les autorités ne reconnaissent cependant comme confession musulmane que le sunnisme et répriment toute autre forme de culte islamique. Les activités des oulémas et les prêches dans les mosquées font l'objet d'une surveillance constante par les services de sécurité.
La population juive, réduite à quelques centaines d'individus à l'époque de l'arrivée de Kadhafi au pouvoir, fait d'emblée l'objet d'une hostilité particulière. Durant les premières années de la République arabe libyenne, tous les biens fonciers des Juifs sont confisqués, et les cimetières juifs détruits. Répressions et mesures arbitraires conduisent à l'exil les derniers Juifs de Libye, dont la communauté disparaît totalement avec le temps. Les autres religions non musulmanes, malgré l'antipathie déclarée de Kadhafi pour les chrétiens d'Orient, ne font pas l'objet de répressions particulières, du moment que leurs représentants évitent de s'impliquer dans des activités « subversives ».

### Culte de la personnalité

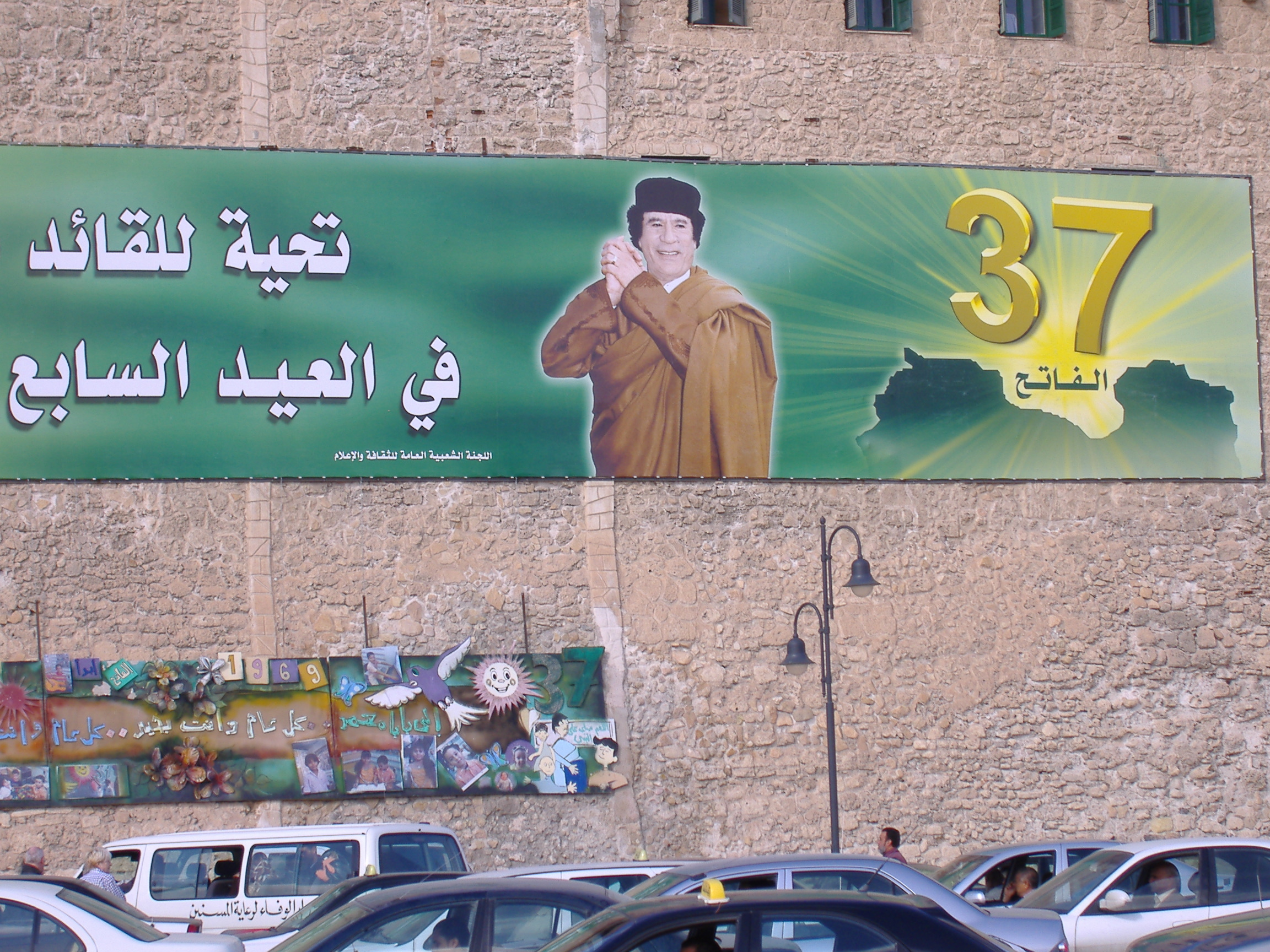
Affiche de propagande dans une artère de Tripoli, célébrant les 37 ans de règne de Kadhafi.

La propagande du régime libyen s'oriente avec les années vers la diffusion d'un culte de la personnalité, organisé autour de Mouammar Kadhafi et de sa pensée par les médias officiels, comme l'agence de presse Jamahiriya News Agency ou la télévision d'État Aljamahiriya TV. Kadhafi est présenté comme le héros de l'unité arabe et du tiers-monde face à l'hégémonie occidentale. La troisième théorie universelle devient la doctrine officielle de la Jamahiriya ; Le Livre vert est imprimé à des millions d'exemplaires et diffusé dans de multiples langues pour diffuser l'idéologie jamahiriyenne ; des colloques sont organisés pour louer l'ouvrage et le « génie » de son auteur.
Kadhafi est omniprésent dans l'information officielle de la Libye, qui laisse relativement peu de place à d'autres personnalités. Les visages, voire les noms, de certains hauts responsables du régime, comme Moussa Koussa (responsable des services de sécurité extérieure, puis secrétaire aux affaires étrangères) ne deviennent connus du grand public libyen qu'à l'occasion du soulèvement de 2011, durant lequel ils apparaissent pour la première fois à la télévision libyenne.

## Institutions

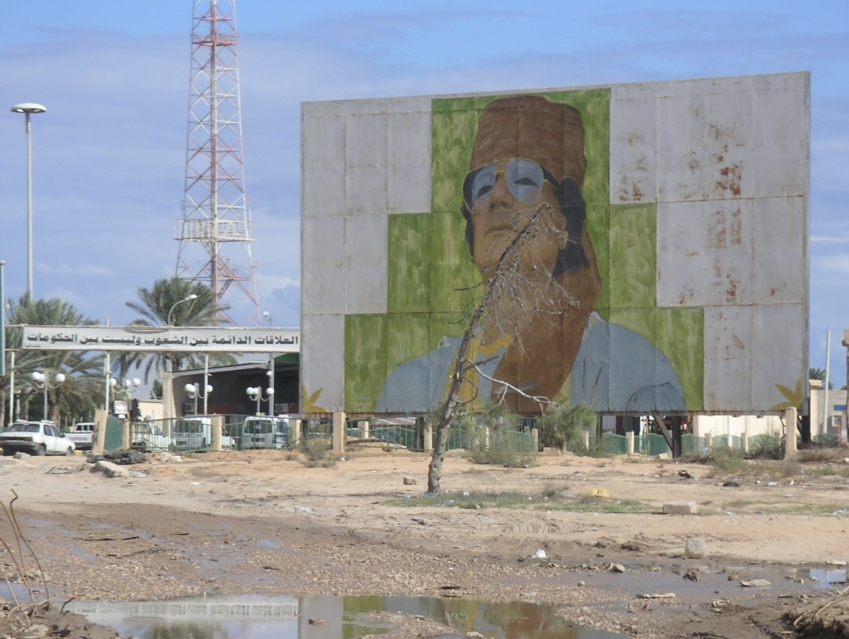
Portrait de Kadhafi accueillant les visiteurs à Ras Jedir, novembre 2008.

La Jamahiriya, mot également retranscrit Jamahiriyya, Jamâhîriyya, Al-Ja-mahiriya ou Djamâhiriyyah (arabe جماهيرية) et traduit par « État des masses » ou parfois « État populaire » (jamâhîr, pl. de jumhûr, « le public ») en arabe moderne, est officiellement une forme de démocratie directe, appliquée à l'échelle d'un pays, avec comme fondations une idéologie de type socialiste et les valeurs de l'islam. Le terme de « république » n'apparaît plus nulle part dans les textes officiels, bien que l'expression de « République des masses » soit parfois utilisée pour traduire Jamahiriya. Le terme de « Jamahiriya », créé par Mouammar Kadhafi dans son Livre vert, souligne le caractère nouveau et unique de cette forme de gouvernement, ainsi que son identité arabe. La proclamation servant de base législative au régime, la « Déclaration sur l'avènement du Pouvoir du Peuple » dispose dans son article 2 que « Le Saint Coran est la Constitution de la Jamahiriya arabe libyenne populaire socialiste ». Bien que la démocratie directe soit officiellement appliquée en Libye, celle-ci est largement fictive : le régime est dans les faits une dictature sous le contrôle du colonel Kadhafi et de son entourage, toutes les décisions importantes étant prises par le dirigeant et par un petit nombre de conseillers.
François Burgat et André Laronde, auteurs d'un Que sais-je ? sur la Libye, considèrent le régime de Kadhafi comme une sorte d'« anarcho-léninisme », situé « entre anarchie et dictature », et soulignent la rapide dérive autoritaire du système de la Jamahiriya : « Derrière la façade de la démocratie directe, la limitation des pouvoirs du prince par le droit, l'émergence d'une quelconque « société civile » ou celle d'une opposition politique efficace sont moins perceptibles que partout ailleurs au Maghreb »,.

### Définition officielle du régime
La Jamahiriya arabe libyenne est officiellement une démocratie directe sans partis politiques, censée être gouvernée par sa population par le biais de conseils locaux. Selon le discours du régime, les ministères et tous les corps constitués ont vocation à disparaître devant l'expression de la volonté du peuple, l'armée et la police devant également être à terme remplacées par un « peuple en armes ». La proclamation constitutionnelle stipule :
« Le peuple arabe libyen […] croyant en la mise en place du système de démocratie directe annoncé par la Grande Révolution de Septembre qu'il considère comme la solution absolue et décisive au problème de la démocratie […] déclare adhérer au socialisme en tant que moyen de parvenir à la propriété du peuple […] soutient la marche de la Révolution vers un pouvoir total du peuple et la consolidation de la société populaire où le peuple seul contrôle la direction, le pouvoir, les ressources et les armes pour réaliser une Société de Liberté. […] La démocratie populaire directe est la base du système politique de la Jamahiriya arabe libyenne populaire socialiste, dans laquelle le pouvoir est entre les mains du peuple seul. Le peuple exerce son pouvoir par l'intermédiaire des Congrès populaires, des Comités populaires et des syndicats professionnels. Les règles des congrès, des comités et des syndicats professionnels, ainsi que les dates de leurs réunions, sont déterminées par la loi. […] Le pouvoir du peuple est exercé par les organes suivants : les Congrès populaires ; les Comités populaires ; les syndicats professionnels ; le Congrès général du peuple […]. Le Congrès général du peuple est la conférence nationale des comités populaires et des syndicats professionnels. Le Congrès général du peuple dispose d'un secrétariat général pour exécuter la politique générale de l'État définie par les Congrès populaires. Le secrétariat général prépare les sessions du congrès général du peuple et dresse l'ordre du jour du congrès général du peuple. Il exécute ses résolutions et ses recommandations. Le secrétariat général est composé d'un secrétaire général et d'un certain nombre de secrétaires ; chacun dirige l'un des secteurs d'activités de l'État. […] Les expressions « Conseil des ministres », « Premier ministre » et « ministre » sont remplacées par « secrétariat général du Congrès général du peuple », « secrétaire général » et « secrétaire ». »

### Congrès populaires de base et Comités populaires

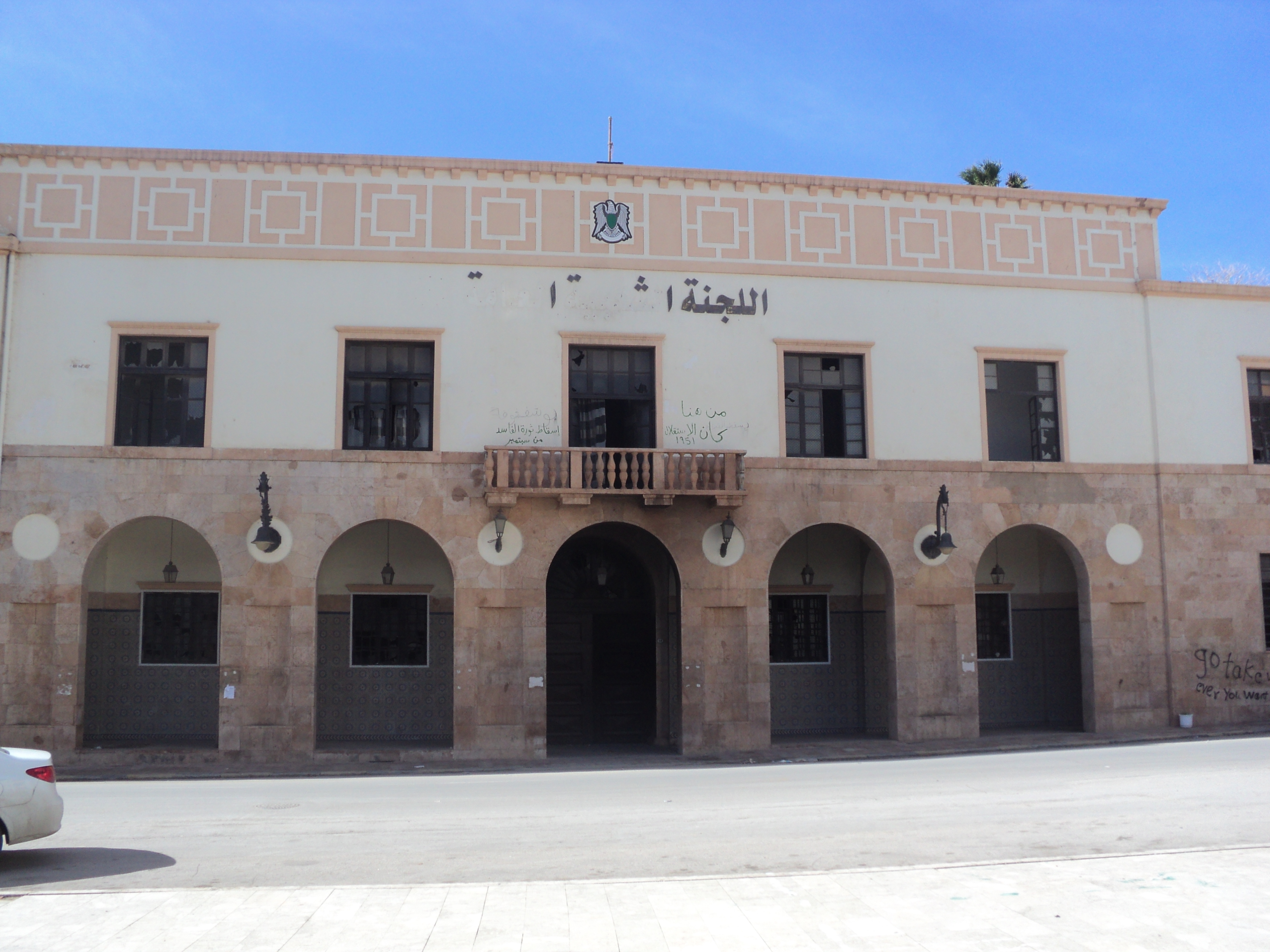
Siège du Comité populaire de Benghazi.

Le premier échelon de la vie institutionnelle de la Jamahiriya est constitué par les Congrès populaires de base, héritiers dans un premier temps des anciennes cellules de parti de l'Union socialiste arabe. Lors de leur création, dans l'année qui précède la proclamation officielle de la Jamahiriya, chaque responsable d'un Congrès populaire de base est tenu d'appartenir à l'Union socialiste arabe.
Ces Congrès populaires sont réunis sur une base territoriale (quartiers et municipalités) ou sectorielle (par activités) : environ 450 existent dans toute la Libye. Tout citoyen âgé de plus de 18 ans est apte à participer à ces réunions où peuvent être abordées les questions les plus diverses, allant des infrastructures locales à la politique internationale, à l'exclusion du pétrole et des forces armées. Chaque Congrès populaire de base désigne un secrétaire, qui le représentera au Parlement, le Congrès général du peuple, ainsi que les membres du Comité populaire local, qui constitue son instance exécutive.
Les Comités populaires sont composés d'un secrétaire et d'une douzaine d'adjoints sectoriels, chacun étant chargé d'une question particulière (éducation, santé, économie, etc.) Les membres ne sont pas élus, mais « délégués », le système de la Jamahiriya allant à l'encontre du mandat représentatif : les seules attributions des Comités sont théoriquement de transmettre les décisions des échelons de base aux instances supérieures de coordination. Le processus de désignation des membres des Congrès et des Comités (dans la pratique, un vote à main levée) est appelé tas'id, soit « élévation », signifiant qu'il s'agit là d'une émanation de la volonté des masses par laquelle les secrétaires choisis seraient « élevés ».

### Chaabiyates
L'échelon situé au-dessus du Congrès populaire de base est la chaabiyate (néologisme dérivant du mot arabe chaab, soit peuple), équivalent approximatif d'un département français. Les chaabiyates sont créées tardivement, en 1995, succédant à d'autres subdivisions, les muhafazat (gouvernorats, au nombre de trois, puis de dix), puis les baladiyat (municipalités). Leur nombre, qui varie en permanence, est approximativement d'une trentaine, chacune comprenant entre dix et quinze Congrès populaires de base.
Les chaabiyates comprennent un organe de délibération (le Congrès populaire de chaabiyate, dont les membres sont désignés par tas'id par les membres du Congrès populaire de base) et un exécutif (Comité populaire de chaabiyate). Le Comité populaire de chaabiyate dispose d'un budget et de personnels permanents et a une compétence dans tous les domaines, à l'exception des affaires religieuses, de l'armée, des affaires étrangères et de la recherche scientifique. Chaque secrétaire de Comité populaire de chaabiyate, dont les attributions correspondent approximativement à celles d'un préfet en France, est désigné officiellement par le Congrès général du peuple sur « proposition » du « Guide de la révolution ».
Le découpage des chaabiyates, régulièrement renouvelé, correspond à des objectifs sécuritaires de contrôle des flux de personnes. La répartition des budgets dont bénéficient les chaabiyates, théoriquement calculés au prorata du nombre d'habitants est de surcroît très inégale, celles de Tripolitaine, région considérée comme fidèle au pouvoir central étant globalement favorisées par rapport à celles de Cyrénaïque, région jugée moins fiable. Les budgets de certaines chaabiyates leur sont rarement versés, voire ne le sont jamais, les contraignant à fonctionner dans la précarité et avec les moyens du bord.

### Autorité parallèle des Comités révolutionnaires

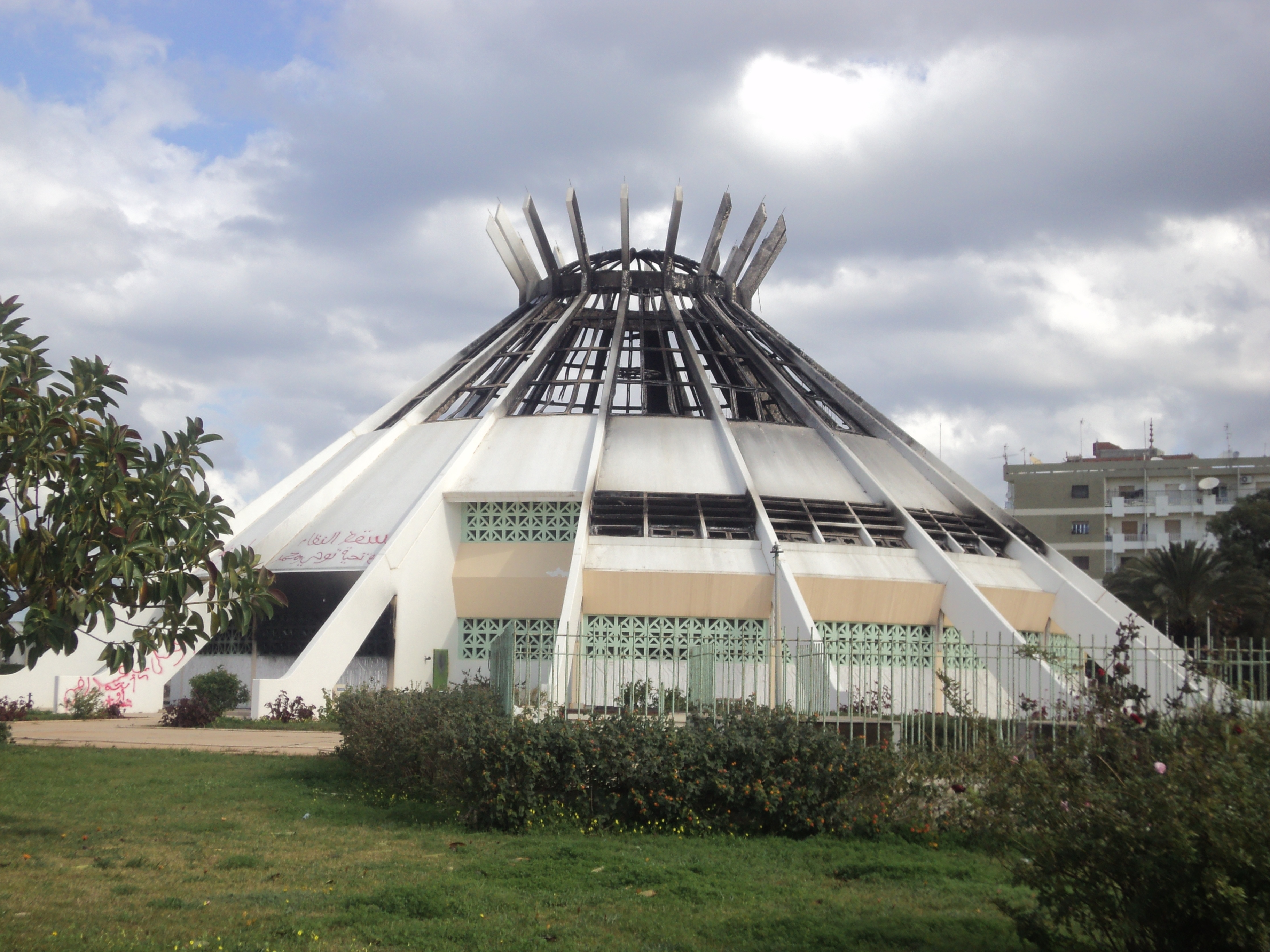
Bureau du Comité révolutionnaire de Benghazi en 2011.

Le 2 novembre 1977 apparaissent les Comités révolutionnaires, organisés par Abdessalam Jalloud, qui ont officiellement pour objet d'accélérer la mise en œuvre du nouveau système, mais fonctionnent rapidement comme une sorte de milice. Théoriquement dénués de prérogatives légales, ils obtiennent bientôt le pouvoir de pratiquer des « arrestations révolutionnaires » et d'appliquer leur propre justice.
Très vite, les Comités révolutionnaires prennent en main le fonctionnement des Comités populaires dont ils « animent » les séances et, à partir de 1979, sélectionnent les délégués. Ils s'implantent en partie dans l'armée et contrôlent les moyens d'information en publiant leur propre hebdomadaire, Az-Zahf al-Akhdar, et en supervisant le reste de la presse. Les Comités révolutionnaires disposent enfin de leur appareil judiciaire propre, la Cour révolutionnaire, qui opère à partir des années 1980 dans des conditions très arbitraires. Contrairement aux Comités populaires, les Comités révolutionnaires ne réfèrent de leurs activités qu'à Kadhafi qui, à partir de 1979, rencontre leurs représentants chaque année.
Officiellement, aucun lien institutionnel n'existe entre les Comités populaires (qui représentent le « pouvoir gestionnaire ») et les Comités révolutionnaires (le « pouvoir révolutionnaire »). Dans la réalité, les membres des Comités révolutionnaires sont souvent membres des instances dirigeants des congrès de base et des Comités populaires. Ils possèdent également un droit de regard sur la désignation des délégués au sein des Congrès populaires de base et sur le déroulement des débats en leur sein.
N'ayant aucune existence légale, les Comités révolutionnaires agissent de manière informelle et s'emploient à ce que les mots d'ordre de Kadhafi deviennent des décisions politiques légitimées par les instances officielles. Les Comités révolutionnaires, souvent composés de personnes issues de couches très populaires et par là-même très sensibles à l'idéologie de Kadhafi, agissent comme des « portiers du système », sélectionnant les membres les plus « compétents » techniquement et idéologiquement pour diriger les congrès de base et servent également de courroie de transmission entre Kadhafi et les instances populaires. Les pressions des Comités révolutionnaires se traduisent par une baisse de la fréquentation populaire des instances de base, conséquence que Kadhafi lui-même déplore. L'action des comités comme gardiens de la révolution semble être l'une des raisons de la faible participation des Libyens aux instances jamahiriyennes censées incarner la démocratie directe en Libye,.
À partir de 1988, Kadhafi s'emploie à réduire le pouvoir des Comités révolutionnaires. En août, dans la foulée de l'adoption de sa « Charte verte » des droits de l'homme, le dirigeant libyen critique fortement l'action des Comités lors de leur congrès annuel et reconnaît que des assassinats politiques ont pu être commis par « certaines personnes » infiltrées en leur sein. Les Comités révolutionnaires conservent cependant dans les faits une forte influence ; le flou juridique qui entoure l'action de ces Comités, dont les effectifs exacts et la composition du bureau de direction ne sont pas connus, constitue l'un des principaux facteurs à la fois du maintien au pouvoir de Kadhafi et du caractère illusoire de la démocratie directe libyenne. Constituant à la fois le bras armé du régime et un « État dans l'État », l'appareil des Comités révolutionnaires regrouperait, selon des estimations hautes, jusqu'à 300 000 personnes, dont environ 30 000 miliciens.

### Théorie et réalité du pouvoir exécutif

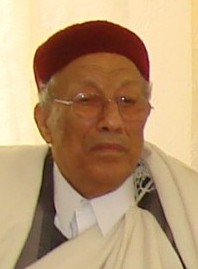
Zentani Muhammad az-Zentani, Secrétaire général du Congrès général du peuple, c'est-à-dire chef de l'État officiel de la Libye, de 1992 à 2008.

Les Congrès populaires de base sont, en théorie, les maîtres absolus de toute décision politique. L'échelon supérieur, et notamment le Congrès général du peuple où siègent les délégués des Congrès de base, n'est censé faire œuvre que de coordination, de mise en cohérence et de régulation financière. Dans la pratique, l'autonomie de décision des Congrès de base comme de leurs bureaux exécutifs que sont les Comités populaires s'avère vite très limitée, voire largement fictive. La raison en tient à leur contrôle par les Comités révolutionnaires et, plus largement, au pouvoir de fait de Mouammar Kadhafi qui s'exerce, à partir de 1979, en dehors de tout cadre institutionnel et légal.
Le Congrès général du peuple, instance législative suprême, se réunit une fois par an : les membres de son Secrétariat général font office de ministres et font partie du Comité populaire général, qui tient le rôle du gouvernement. La fonction de Premier ministre est remplacée par celle de Secrétaire général du Comité populaire général, tandis que la fonction équivalente à celle de chef de l'État est dévolue au Secrétaire général du Congrès général du peuple.

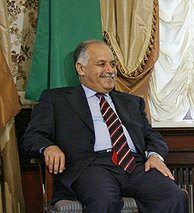
Baghdadi Mahmoudi, Secrétaire général du comité populaire général, c'est-à-dire chef du gouvernement, de 2006 à 2011.

En décembre 1978, Mouammar Kadhafi annonce son intention de démissionner de son poste de Secrétaire général du Congrès général du peuple pour se concentrer sur les « activités révolutionnaires » des masses ; sa démission est effective le 2 mars 1979, la séparation entre les instances légales de gouvernement et le pouvoir « révolutionnaire », qui constitue dans les faits le principal centre de décision de la Jamahiriya, étant dès lors officielle. Dans le même temps, l'existence des Comités révolutionnaires, qui agissent depuis fin 1977, est annoncée de manière formelle. Kadhafi demeure chef des forces armées : à partir de 1980, il est désigné par le titre de Guide de la révolution, qui ne correspond à aucune fonction officielle et n'est défini par aucun texte ni limité dans le temps par aucun mandat. Si le dirigeant libyen affecte désormais ostensiblement d'être étranger au pouvoir exécutif, cette évolution ne s'est accompagnée d'aucun changement dans la pratique du pouvoir. Bien que son rôle soit théoriquement limité à celui d'un « conseiller bienveillant » des institutions, Kadhafi garde dans les faits la haute main sur les mécanismes de cooptation des membres des comités révolutionnaires et conserve un pouvoir intact tout en s'affranchissant de toute responsabilité institutionnelle. Il assiste régulièrement aux séances du Congrès, dont il suggère l'ordre du jour et oriente les débats. Le 27 janvier 1990, il déclare ouvertement devant un Congrès populaire que son pouvoir n'est encadré par aucune règle, affirmant : « Je ne suis responsable devant aucun de vous car celui qui a fait la révolution sans l'aide de personne détient une légitimité qui lui confère tous les droits et personne ne peut la lui ôter. […] Nous, les auteurs de la révolution, nous ne sommes responsables que devant notre conscience ».
Au fil des années, Kadhafi entretient sciemment l'instabilité par une série de bouleversements de structures administratives et d'annonces de réformes dont certaines ne sont jamais appliquées. Les changements constants rendent très difficile tout suivi en matière de politique publique. La confusion administrative va de pair avec la précarité des statuts et des positions des responsables. La complexité de structures de pouvoir sans cesse réformées aboutit à une désorganisation dont Kadhafi fait un instrument de pouvoir, en vue d'empêcher un quelconque contre-pouvoir de se constituer. Dès février 1979, le Comité populaire général est remanié, le nombre de ses membres passant de vingt-six à dix-neuf : les remaniements gouvernementaux réguliers deviennent une marque de fabrique du régime kadhafiste, dans le but d'empêcher l'émergence de toute personnalité susceptible de rivaliser d'autorité avec Kadhafi et son entourage direct. Le chercheur Antoine Basbous explique la stratégie de politique intérieure suivie par Kadhafi par une volonté d'« instaurer un maquis institutionnel indéchiffrable pour l'étranger et lui permettant de verrouiller le système et de privatiser pour l'éternité la Libye à son seul profit ».
Malgré le caractère trompeur de sa façade démocratique, le système de la Jamahiriya se traduit, dans nombre de secteurs d'activités considérés comme non vitaux, par des formes d'autonomie et de décentralisation. Les Comités populaires jouissent ainsi d'une certaine liberté en matière d'urbanisme local. Les sessions du Congrès général du peuple permettent parfois à des résistances de s'exprimer : en 1984, le Congrès confirme ainsi, malgré les recommandations de Kadhafi, le rejet par une majorité de congrès de bases de plusieurs textes de loi touchant à la politique familiale. Les débats au sein des Congrès populaires de base remplissent également une fonction d'« indicateur d'opinion » pour le Congrès général et donc pour Kadhafi : il n'est pas rare que le CGP revienne sur des orientations formulées après avoir constaté qu'elles suscitaient trop d'opposition à la base. Kadhafi peut ainsi maîtriser le mécontentement et le canaliser en laissant des débats se dérouler sur des sujets d'ordre secondaire. En cas de trop vive contestation, les Comités révolutionnaires sont chargés de ramener de l'ordre.
En mars 1990, le Congrès général du peuple refuse un plan de réduction des dépenses publiques, demandant au contraire une baisse des impôts, des prêts immobiliers et des dépenses dans l'industrie d'État. Kadhafi réagit à cette manifestation d'indépendance en s'en prenant à la « corruption » au sein du Comité populaire général et en se faisant désigner comme « chef suprême » par le CGP, ce qui lui permet d'annuler toute décision qui ne lui conviendrait pas au cours de cette session du Congrès. La session du CGP est ensuite ajournée et Kadhafi entreprend de resserrer son contrôle sur le gouvernement en remplaçant divers secrétaires à des postes-clé du Comité populaire général.

### Rôle de la famille Kadhafi

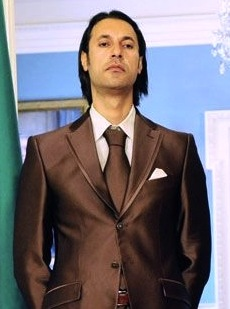
Moatassem Kadhafi (1975-2011), un des fils de Mouammar Kadhafi.

Membre de la tribu Kadhafa, Mouammar Kadhafi s'appuie sur des solidarités tribales, mais aussi familiales. Le rôle de ses enfants, nés entre le début des années 1970 et le début des années 1980, va croissant avec les années. Les membres de sa famille jouissent dans la marche des affaires libyennes d'une influence variable en fonction du temps et de leurs rapports personnels avec le « Guide », beaucoup connaissant des périodes de disgrâce plus ou moins longue. L'un des beaux-frères de Kadhafi, Hassan Ishkal, est exécuté en 1985 sur l'accusation de complot. Un autre beau-frère, Souleymène Chouayb, un temps bras droit de Kadhafi au sein de l'armée, est incarcéré durant des années pour ne pas avoir dénoncé des dissidents. Un troisième beau-frère, Abdallah Senoussi, est responsable des services secrets et impliqué dans l'attentat contre le Vol 772 UTA.
Les enfants de Kadhafi - dont plusieurs sont en compétition pour l'hypothétique succession de leur père et connaissent des fortunes politiques variables - tiennent un rôle de plus en plus important à partir de la fin des années 1990 et durant toutes les années 2000, marquant de leurs personnalités la dernière période de l'histoire de la Jamahiriya. Plusieurs d'entre eux se voient confier la direction d'entreprises publiques ou privées. Tenant des rôles dans la vie politique intérieure du régime comme dans sa communication extérieure, plusieurs d'entre eux sont également connus pour leur vie privée et publique parfois agitée. Le fils aîné du « Guide », Mohamed Kadhafi, né de son premier mariage, dirige l'organisme libyen des télécommunications et le Comité olympique national, organisant également des rencontres de football. Moatassem Kadhafi, proche des Comités révolutionnaires et classé parmi « les durs » du régime, occupe différents postes dans la hiérarchie militaire et dirige sa propre brigade. Saadi Kadhafi, militaire, organise comme son demi-frère Mohamed des rencontres de football et dirige un temps la Fédération de Libye de football ; il tente lui-même une carrière de joueur en Libye comme en Italie, où il est également actionnaire de la Juventus : de retour en Libye, il prend la tête d'une unité d'élite de l'armée et se lance dans les affaires, annonçant d'ambitieux projets d'investissement et de développement. Khamis Kadhafi, militaire, dirige sa propre unité d'élite, la « Brigade Khamis » ; un autre fils, Saïf-al-Arab Kadhafi, plus discret, est également militaire. Aïcha Kadhafi, avocate, s'illustre en défendant Saddam Hussein et préside sa propre ONG humanitaire. Hannibal Kadhafi, lui, gère les transports maritime du pays mais se distingue surtout par son implication dans des faits divers, dont l'un occasionne une crise diplomatique en 2008 entre la Libye et la Suisse. Hana Kadhafi, fille adoptive de Kadhafi censément tuée par le bombardement américain de 1986 et dont nul n'avait entendu parler auparavant, joue un rôle important dans la propagande de la Jamahiriya qui exalte sa figure d'enfant martyre : dans la réalité, « Hana Kadhafi » est bel et bien vivante, son existence finissant par constituer un « secret de polichinelle » (les rumeurs à son sujet sont néanmoins contradictoires : il s'agirait peut-être d'une autre enfant adoptée, ou bien l'enfant censément tuée en 1986 n'aurait jamais existé et l'autre Hana aurait été adoptée après coup, ou bien il s'agirait d'une fille adultérine de Kadhafi).
Saïf al-Islam Kadhafi s'illustre tout particulièrement par une activité politique et diplomatique qui en fait à la fois l'un des membres les plus en vue de la famille, et le visage le plus « moderne et avenant » du régime. Au niveau international, il mène de nombreuses négociations délicates, dont plusieurs, comme l'indemnisation des familles des victimes de l'attentat de Lockerbie, permettent de dénouer des crises provoquées par son père. Sur le plan intérieur, Saïf al-Islam Kadhafi se fait l'avocat de réformes économiques et institutionnelles, ainsi que de la liberté d'information ; il annonce en 2007 un projet de modernisation du régime libyen, relançant les spéculations sur son possible rôle en tant qu'héritier et lance en août de la même année les premiers médias privés du pays. Mais le processus de réformes suscite des oppositions dans l'appareil d'État et dans l'entourage de Mouammar Kadhafi ; Saïf al-Islam Kadhafi annonce en 2008 son retrait de la vie politique. En octobre 2009, il fait son retour aux affaires en étant nommé au poste de « coordinateur général des Commandements populaires et sociaux », position analysée comme étant celle de « numéro deux du régime » et qui renforce son image de successeur potentiel,. Il ne prend cependant pas ses fonctions dans les mois qui suivent l'annonce de sa nomination, apparemment du fait de la résistance des conservateurs du régime. Sa Fondation annonce en 2010 ne plus se destiner qu'à l'action de bienfaisance à l'étranger, au détriment de la politique locale.
Saïf al-Islam et Moatassem Kadhafi ont fait tous deux et à tour de rôle figure de successeur potentiel de Mouammar Kadhafi et sont apparemment entrés en compétition. Mouammar Kadhafi semble quant à lui avoir suivi au fil du temps une logique de « balancier », favorisant tour à tour l'un ou l'autre de ses fils, sans désigner un successeur de manière définitive. Aïcha Kadhafi a elle aussi fait figure de personnalité de premier plan au point d'être présentée comme une « héritière politique » de son père.

## Économie

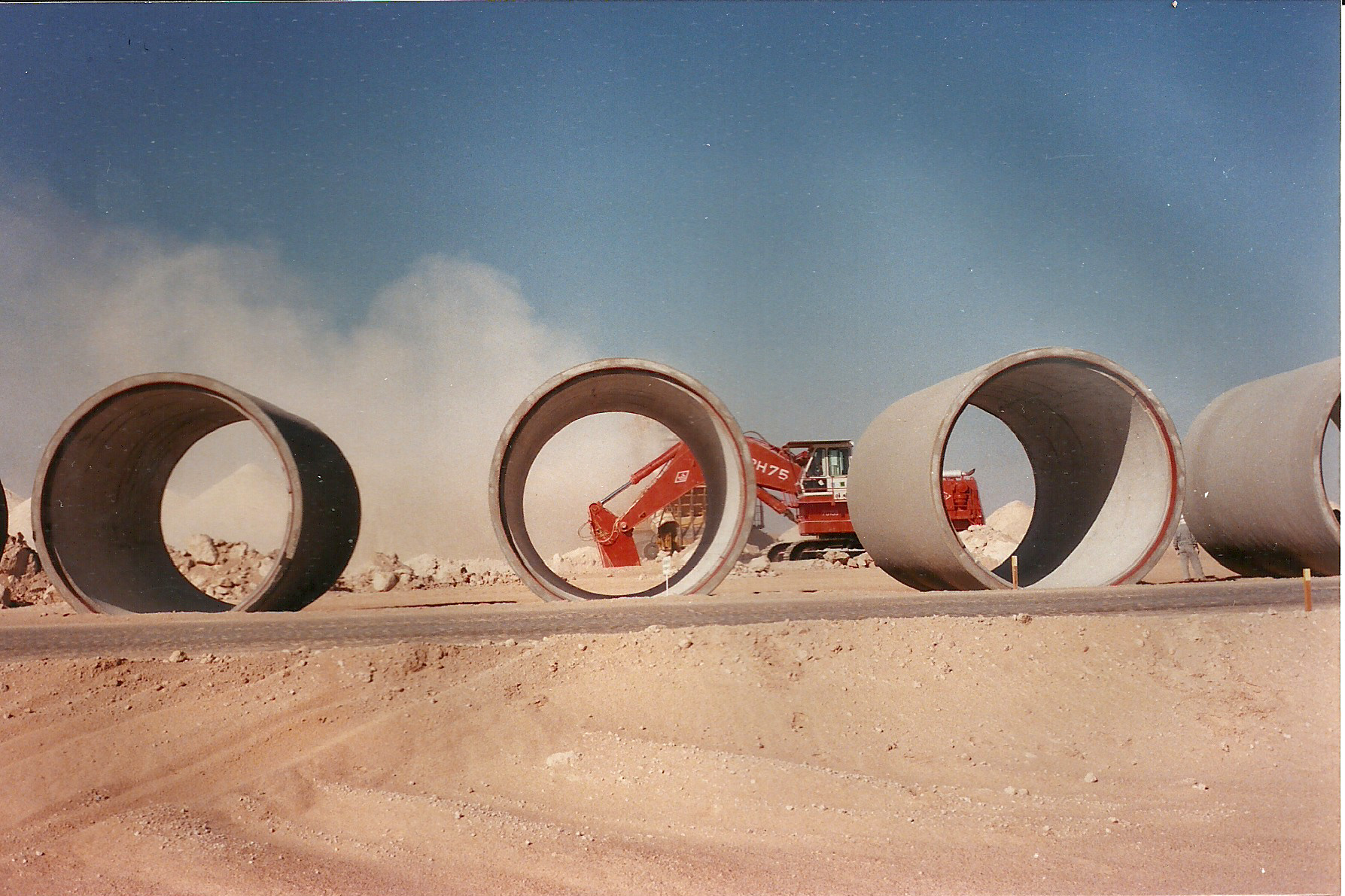
Chantier de la grande rivière artificielle, en 1988.

Sous le régime de Kadhafi, l'économie de la Libye, toujours largement dépendante du pétrole, connaît une série de réformes parfois contradictoires entre elles. Les importantes ressources de la rente pétrolière permettent initialement à Kadhafi d'entretenir un consensus social autour de son gouvernement, en améliorant les infrastructures du pays et en pratiquant une meilleure redistribution des richesses, notamment via le doublement du salaire minimum.
Le passage à la Jamahiriya en 1977 s'accompagne d'une abolition du secteur privé, mesure sur laquelle le pouvoir revient partiellement dans les années 1980. La situation économique du pays connaît de fortes variations, pour beaucoup conditionnées par le contexte politique du régime et les initiatives personnelles de Mouammar Kadhafi ; l'isolement de la Libye dans le contexte de l'embargo des années 1980-90 a ainsi de graves conséquences sur son équilibre économique, qui contribue à faire revenir sur certaines options idéologiques. La Libye cherche par ailleurs, sans grand succès, à trouver une alternative à sa dépendance pétrolière et entreprend d'exploiter ses importantes réserves d'eau fossile par l'important chantier de la grande rivière artificielle, aqueduc géant dont la construction commence en 1988 et s'étend sur plus de vingt ans.
Outre un pouvoir décisionnaire absolu sur les orientations économiques du pays et une mainmise de fait sur les profits des recettes pétrolières, Kadhafi bénéficie, pour lui-même et pour sa famille, d'un accès illimité aux fonds de l'État. En 2011, les autorités américaines et divers médias internationaux ont estimé que Kadhafi avait fait sortir de Libye, pour les investir à l'étranger, plusieurs dizaines de milliards de dollars, une estimation haute allant jusqu'à 200 milliards. Par ailleurs, à partir des années 1990, l'économie de la Libye passe d'une structure clientéliste classique à un système où le contrôle des entreprises passe de plus en plus à la famille (tout particulièrement aux enfants) de Mouammar Kadhafi, ainsi qu'à des membres des services de sécurité et des unités militaires d'élite. Dans les dernières années du régime, l'entourage familial et politique du « Guide de la révolution » prend désormais une part prépondérante dans la gestion de l'économie publique et privée, au détriment des réseaux d'influences régionaux et tribaux.

### Pétrole
La Libye bénéficie dans les années 1970 d'une augmentation substantielle des revenus pétroliers, due notamment à l'offensive commerciale de Kadhafi : le colonel obtient le relèvement des royalties et de la fiscalité et augmente fortement les prix. Les revenus du pétrole sont multipliés par huit entre 1969 et 1974 et doublent au cours de la décennie 1970. La tendance s'inverse ensuite brutalement, la Libye souffrant en outre des conséquences d'un boycott américain. Entre 1980 et 1982, les recettes sont quasiment divisées par deux, puis sont à nouveau réduites de moitié du fait de la chute du cours du dollar américain en 1985 et 1986. Elles se stabilisent en 1987 pour connaître ensuite, à partir de 1990 et du fait de la guerre du Golfe, une nouvelle embellie.
La rente pétrolière permet de financer de très importants plans d'équipement : les routes (le réseau routier libyen passe de 6 000 kilomètres à 25 000 km en 1981), les infrastructures hospitalières et les instituts de formation se multiplient au cours des années 1970. Kadhafi s'emploie également à développer l'industrie libyenne, encore embryonnaire en 1969, mais les résultats sont relativement décevants et ne permettent en tout cas pas de résoudre le problème de la dépendance au pétrole.
Le pétrole est le domaine réservé de Kadhafi et de son entourage proche : la gestion des recettes échappe à la National Oil Corporation (compagnie pétrolière nationale) elle-même, et aucune structure n'a de droit de regard sur les comptes de ce secteur d'activité.

### Poids de l'immigration
La Libye continue par ailleurs sous Kadhafi d'attirer une forte immigration de travailleurs étrangers, originaires des pays maghrébins limitrophes, mais également d'Afrique subsaharienne. Bien que les immigrés soient régulièrement frappés par des vagues d'expulsion, leur rôle demeure essentiel, notamment dans le secteur privé après la résurgence de celui-ci. Dans les années 1980, les étrangers représentent plus de la moitié de la population active en Libye. Au moment de la chute des cours du pétrole, le gouvernement réalise sa dépendance vis-à-vis des travailleurs étrangers et tente de limiter les entrées de migrants sur son territoire, sans y parvenir du fait notamment des réseaux migratoires clandestins. En septembre 2000, des « encouragements » du Congrès général du peuple, qui réclame l'arrêt de l'immigration africaine, provoquent une flambée de violence contre les immigrés, causant plusieurs dizaines de morts.

### Années 1970-1990: du dirigisme à la libéralisation partielle
Après les nationalisations dans les premières années et le tournant constitutionnel de 1977, le projet « jamahiriyen » s'étend au domaine économique, le régime s'appliquant à mettre en œuvre une « redistribution interne de la richesse ». Le salariat est supprimé, toute personne devant devenir associée de son entreprise. La maison doit revenir « à celui qui l'habite », la terre « à celui qui la travaille », les entreprises industrielles à l'État ou « à ceux qui y travaillent ». Le secteur immobilier fait l'objet d'une nationalisation partielle. Tout au long de l'année 1978, les entreprises privées passent sous le contrôle de comités élus. En décembre, l'abolition du petit commerce est annoncée : à partir de 1981, les centaines de boutiques du bazar de Tripoli sont remplacées par des « marchés jamahiriyens », c'est-à-dire de vastes unités publiques de distribution, construites sur le modèle de la consommation de masse. Les professions libérales, jugées incompatibles avec le nouveau système économique, doivent se reconvertir. En 1985, Kadhafi annonce comme précepte la rotation des professions, tous les Libyens devant échanger leurs situations : les ouvriers sont censés devenir soldats, les soldats ouvriers, les étudiants employés et les employés ouvriers.
L'interventionnisme du régime contribue à mettre un terme au relatif état de grâce dont, grâce à sa marge financière due au pétrole, il jouissait jusque-là au sein de la population : la suppression du petit commerce, hautement impopulaire, coïncide avec l'effondrement des recettes pétrolières et les premiers plans d'austérité. La population libyenne, après des années de prospérité, découvre des situations de pénurie dans la décennie 1980.
Le 26 mars 1987, Kadhafi préconise dans un discours de faire une lecture plus souple de la doctrine économique jamahiriyenne. Si le salariat demeure aboli, la main-d'œuvre peut être embauchée dans des secteurs réduits à l'inactivité par l'expulsion des étrangers. Le petit commerce est à nouveau autorisé et l'artisanat encouragé. Le secteur privé peut à nouveau se développer et Kadhafi prône une forme de privatisation des PMI au bénéfice de leurs employés. Un statut proche de celui des coopératives est progressivement étendu à l'ancien secteur public. Certaines professions libérales sont à nouveau tolérées.
Si le retour à un certain libéralisme économique, notamment en matière commerciale, améliore l'image du régime, les difficultés continuent de s'accumuler dans les années 1990. Les prix des denrées alimentaires augmentent régulièrement (celui du lait augmente ainsi de 100 % en 1990) et, dans les dernières années du XXe siècle, le malaise social va grandissant. Les fonctionnaires et les militaires (à l'exception des membres des unités spéciales), dont les salaires sont gelés, sont parfois payés avec des mois de retard, entraînant un recours général à l'économie souterraine. La persistance des interventions « idéologiques » de Kadhafi ne facilite pas non plus la réconciliation entre le régime et l'entreprise privée : une usine produisant du Pepsi-Cola, implantée en Libye, est ainsi brutalement fermée à la suite d'une déclaration du dirigeant, ce dernier ayant affirmé que la boisson contient « du foie de porc ».
La période d'embargo subie par la Libye dans les années 1990 contribue par ailleurs à accentuer le caractère patrimonial et rentier de l'État libyen. Les inégalités sociales s'accroissent alors que des « nouveaux riches » issus des cercles du pouvoir prospèrent grâce au marché noir et à l’import-export.

### Années 2000: réinsertion dans le commerce international
Après la fin de l'embargo et la levée définitive des sanctions internationales en 2003, la Libye se réinsère dans le commerce international. Grâce à un prix du pétrole élevé et à la richesse de ses réserves, les exportations d’hydrocarbures permettent à l’économie libyenne de progresser très vite ; le pays connaît, à l'exception d'une crise en 2009, une croissance élevée, de 5 % en 2003 et 2007. En 2010, la croissance dépasse 10 % et le PIB par habitant augmente de 8,5 %,. Malgré ces chiffres, l'économie libyenne souffre de maux structurels : au classement de Transparency International sur la corruption, la Libye est classée 146e sur 180, loin derrière la Tunisie et l'Égypte ; le salaire moyen est de 200 dollars par mois contre 350 pour la Tunisie et le taux de chômage atteint 30 % à la fin des années 2000, soit le plus élevé des pays d'Afrique du Nord.
Le 15 février 2011, le jour même où commencent les mouvements de protestations qui déboucheront sur le soulèvement général contre Kadhafi, le FMI, publie un rapport qui loue la bonne gestion par le colonel Kadhafi et l'encourage à « continuer d'améliorer l'économie », mentionnant son « ambitieux agenda de réformes ».

## Santé
Dès les premières années, le régime de Kadhafi consacre d'importants efforts au développement du système de santé libyen : le droit aux soins est garanti par la proclamation constitutionnelle de 1969 et, entre 1970 et 1979, le secteur de la santé bénéficie d'investissements massifs pour la construction et l'approvisionnement d'hôpitaux et de centres de soins. À partir de 1980, le secteur de la santé est administré par le Comité populaire général pour la santé et la sécurité sociale, qui s'emploie à mettre en œuvre des programmes de soins gratuits et équitablement répartis dans l'ensemble du pays.
Au moment des réformes libérales de 1987-1988, le secteur de la santé, jusque-là exclusivement dirigé par l'État, passe à un système d'économie mixte avec la création des tashrukkiya, sortes de coopératives médicales mises sur pied par des médecins associés et proposant des soins payants. Si les prestations des tashrukkiyas ne sont pas gratuites, contrairement aux soins assurés par le secteur public, elles bénéficient d'équipements de bien meilleure qualité et se montrent plus efficaces, ce qui assure leur succès et leur permet de devenir des éléments importants du système de santé libyen.

## Éducation
Le système éducatif, qui avait déjà - toujours grâce aux ressources pétrolières - réalisé des progrès notables sous la monarchie, fait l'objet d'une attention particulière afin de faire encore reculer l'analphabétisme et de développer l'accès aux études supérieures. Le régime de Kadhafi a pour philosophie officielle d'assurer « l'éducation pour tous » : la scolarité est entièrement garantie par l'État, l'accroissement du nombre de jeunes Libyens en âge d'étudier et le désir d'une grande partie d'entre eux de suivre des études supérieures entraînant une forte hausse des frais en matière de politiques éducatives. De plus en plus d'élèves accèdent aux études supérieures, beaucoup parvenant à étudier à l'étranger malgré les difficultés inhérentes à la période de l'embargo. Le nombre de Libyens titulaires d'un doctorat passe de moins de 80 en 1972-1973 à 20 000 en 2004-2005. Si l'illettrisme continue d'exister, surtout chez les personnes âgées, les jeunes Libyens de 15 à 24 ans présentent un taux d'alphabétisation de 99,8 % pour la période 2000-2004, ce qui constitue la meilleure moyenne du monde arabe. Les différences de niveau d'éducation entre hommes et femmes sont également aplanies. Un effort important est fourni pour augmenter le nombre de centres de formation pour le personnel enseignant. Le nombre d'enseignants en Libye passe de 1 663 en 1969-1970 à 64 441 en 2000-2001.

## Armée et forces de sécurité

### Marginalisation de l'armée officielle

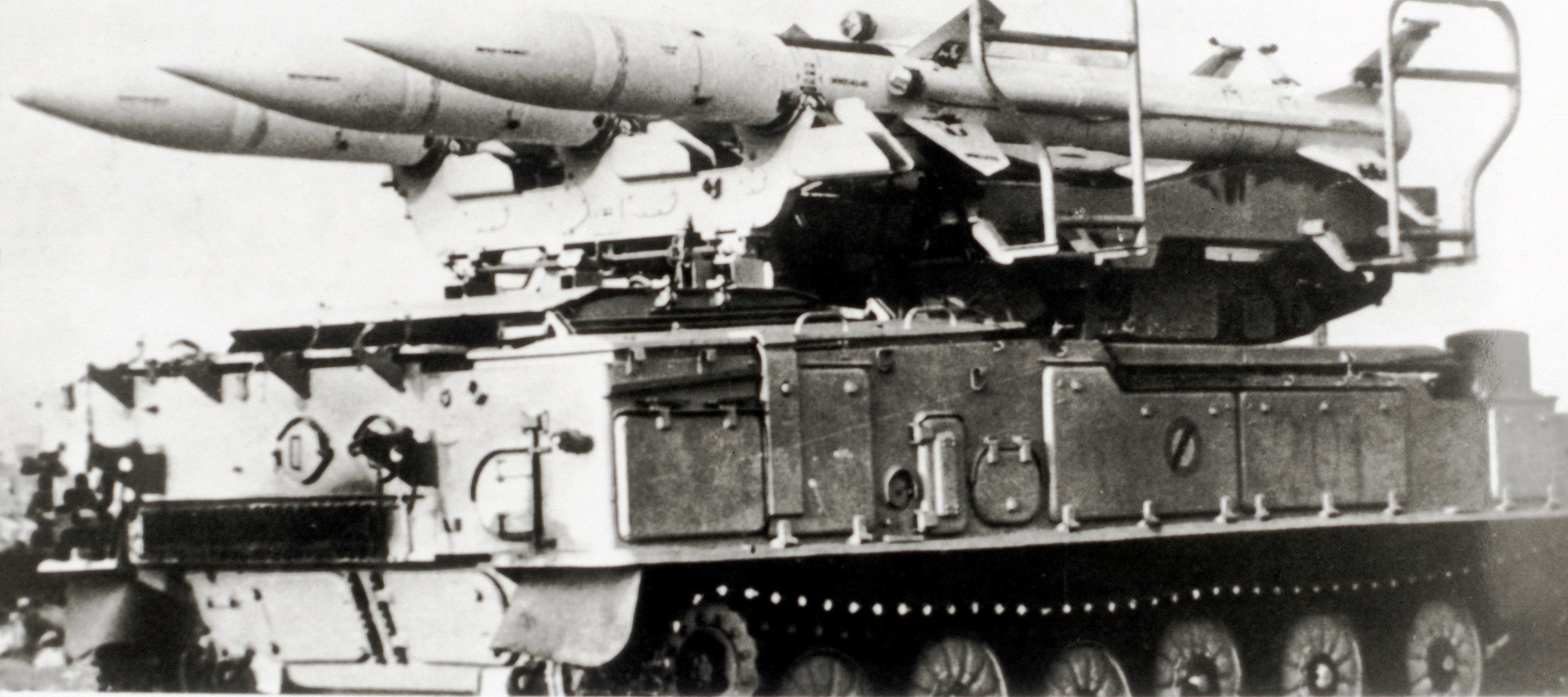
Batterie de missiles sol-air de fabrication soviétique, photographiée en 1988.

Si l'armée compte parmi les forces sur lesquelles s'appuie Kadhafi, c'est également de ses rangs que viennent les premières tentatives de coup d'État contre le régime. L'armée, suspectée, se voit vite interdire l'accès à ses propres arsenaux, réservé à un petit nombre de fidèles. Les chars sont même parfois dépouillés de leurs chenilles. L'armée libyenne est « dissoute » en 1977 lors du passage au système de Jamahiriya, pour être remplacée par le principe du « peuple en armes » (al-cha'b al-musallah), qui relève largement de la fiction : dans les faits, les Comités révolutionnaires continuent de contrôler les forces armées.
Malgré cette apparente marginalisation politique, les cadres militaires trouvent des compensations dans des moyens financiers importants et un arsenal qui demeure, jusqu'à l'embargo, le plus important du Maghreb et du Machrek réunis. Dans les faits, et jusqu'à l'époque de l'embargo, le pouvoir demeure concentré dans les mains d'un petit groupe de fidèles de Kadhafi, dont l'une des principales figures est Abdessalam Jalloud. En septembre 1988, Kadhafi annonce au Congrès général du peuple un projet de dissolution de l'armée et la police régulières, qui seraient remplacées par une nouvelle « garde populaire » de la Jamahiriya. Des corps d'officiers continueraient cependant d'exister et le service militaire, dont la durée serait de un an, deviendrait obligatoire pour tout le monde. Cette réforme, dont la portée exacte et les aspects pratiques ne sont pas précisés par Kadhafi, demeure néanmoins à l'état de projet.

### Entre«peuple en armes»et unités spéciales d'élite: une structure militaire dualiste
Les forces armées officielles se composent de deux éléments : d'une part, l'« alternance populaire » (munâwaba cha'biyya), soit l'ensemble des conscrits. Tout Libyen non diplômé de l'enseignement supérieur est censé y effectuer une formation militaire initiale de quatre mois, suivi d'une période annuelle de service d'environ un mois. L'alternance populaire ne dispose ni d'armes ni de munitions, et sa capacité militaire est quasi nulle. D'autre part, les armées « techniques » (marine, armée de l'air, défense aérienne), à la capacité opérationnelle très faible et au matériel vétuste.
La véritable puissance militaire du régime kadhafiste se situe dans des forces armées parallèles, qui forment l'appareil militaro-sécuritaire de la Libye, chargé du maillage du territoire et du renseignement (police, sécurité, renseignements militaires) et des opérations de combat. Les forces réellement combattantes se divisent premièrement en unités territoriales, les « bataillons de sécurité », liés aux Comités révolutionnaires et composant en substance la « garde prétorienne » de Kadhafi ; deuxièmement en unités comptant environ 15 000 hommes et chargées de la protection du colonel Kadhafi et de sa famille, situées autour de Tripoli et des différentes résidences du « Guide » et de ses proches. Les officiers, pour la plupart des membres de tribus loyales à Kadhafi, perçoivent une solde très avantageuse ainsi que des avantages en nature et sont également liés à l'édifice financier du régime. Les unités d'élite de la Jamahiriya fonctionnent selon une logique du secret : garnisons et véhicules sont banalisés et les hommes ne portent que rarement des uniformes. Ce n'est qu'au moment de la révolte de 2011 que les « gardes prétoriennes » de Kadhafi sont apparues au grand jour en démontrant leur pleine puissance de feu. Abou Bakr Younès Jaber, compagnon de la première heure de Kadhafi et membre d'origine du CCR, est ministre de la Défense avec le titre de « Secrétaire du comité général libyen provisoire de la Défense ». En 2007, pour chapeauter les forces spéciales et les forces de sécurité, Kadhafi crée le Conseil de sécurité nationale, organisme un temps présidé par son fils Moatassem Kadhafi.
Le pouvoir de Kadhafi s'appuie également sur des « milices populaires », dont l'effectif est estimé à environ 45 000 personnes. En 1984, la Libye institue un système de « conscription militaire universelle » concernant tous les citoyens, hommes ou femmes. Vers 1980, Kadhafi constitue une Légion islamique pan-africaine, composée d'environ 7000 mercenaires venus de divers pays musulmans, et qui participe au conflit tchadien.
La famille de Kadhafi tient, avec les années, un rôle croissant dans l'armée, où plusieurs de ses fils sont officiers. Moatassem Kadhafi, outre ses responsabilités au Conseil de sécurité nationale, dirige également son propre bataillon privé, comme ses frères Saadi et Khamis, eux-mêmes officiers supérieurs de l'armée libyenne,.

## Questions de société
Kadhafi, musulman à la foi « sourcilleuse » et revendiquée, se montre d'un réformisme parfois audacieux en matière sociale et religieuse. Il se distingue ainsi en prônant l'égalité des femmes et des hommes et en proposant des interprétations personnelles et iconoclastes de la doctrine islamique.
En parallèle, le régime libyen se livre au prosélytisme islamique à l'échelle internationale, notamment par le biais d'initiatives humanitaires en Afrique. Kadhafi pratique volontiers lui-même le prêche en faveur de la foi musulmane, présentant le Coran comme l'alternative à tous les problèmes, prônant l'extension de la charia au monde entier. Dès 1971, il fonde un Institut pour la diffusion de la foi islamique. Au fil des années, Kadhafi s'autoproclame à l'occasion imam et ne dédaigne pas de prêcher lui-même dans des mosquées. Plus tard, il organise des évènements publics censés inciter les Occidentaux à se convertir à l'islam.

### Islam

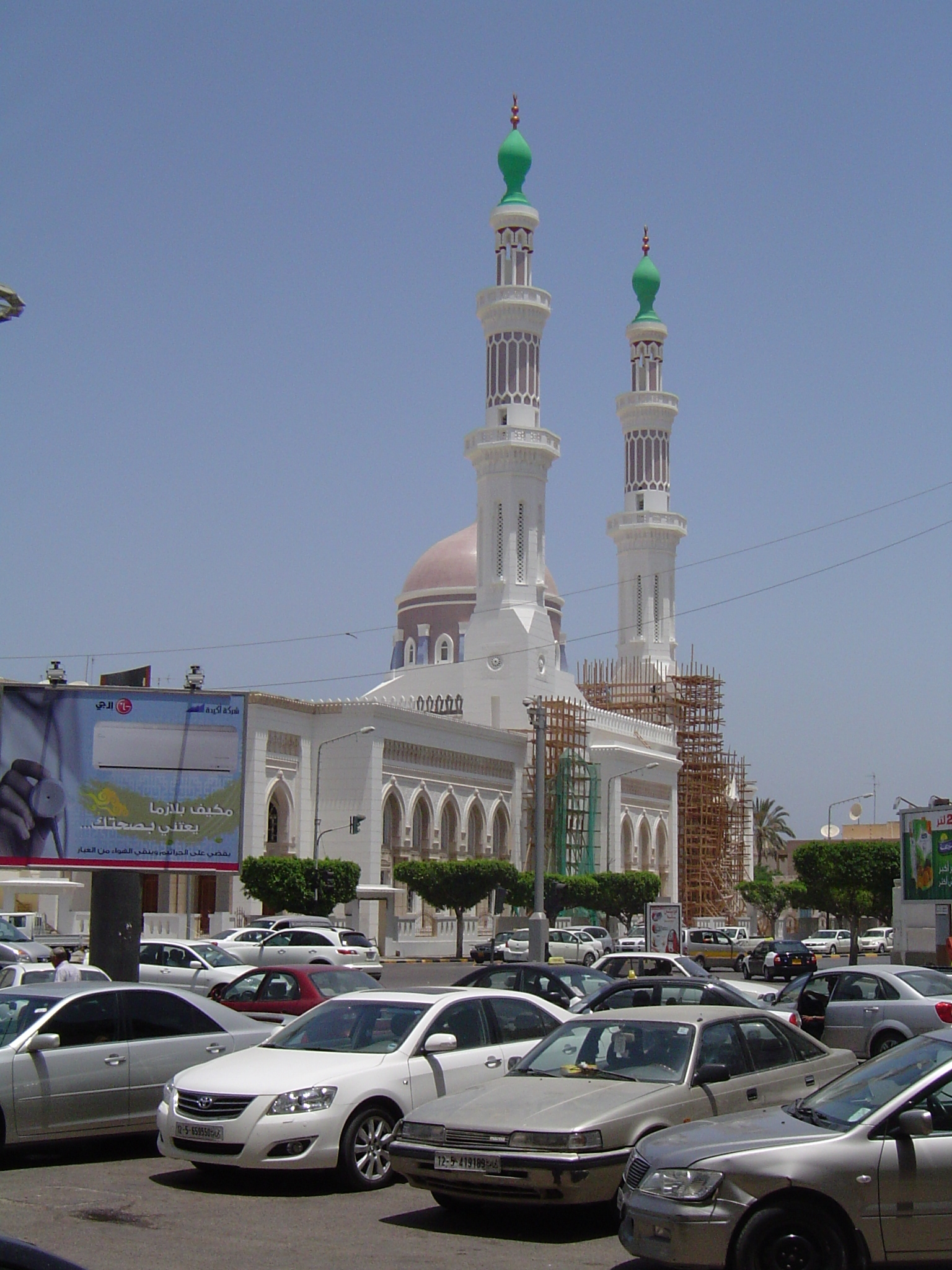
La grande mosquée Moulay Mohammed, à Tripoli.

En matière religieuse, Kadhafi prend dès la fin des années 1970, à une époque où le Livre vert, bréviaire de la Jamahiriya, est en cours d'achèvement, des positions originales quant à la foi musulmane : émettant des doutes sur la fiabilité des hadiths, le dirigeant libyen considère en outre le fiqh – qu'il désigne du nom de charia – comme un droit positif et non comme une législation sacrée, et veut donner au Coran un pouvoir normatif absolu. Ces prises de position, au-delà de leur audace théologique, visent également à priver les oulémas de leur monopole normatif en matière religieuse, en leur contestant le droit d'interpréter le Coran. La position du dirigeant libyen est ainsi proche d'une forme de néo-salafisme. Ses déclarations et réformes valent à Kadhafi d'être qualifié d'« apostat » par certaines institutions, notamment saoudiennes, de l'islam orthodoxe,.
Pour conforter sa position contre les oulémas et les Frères musulmans, Kadhafi inclut dans la « Charte verte de la liberté et des droits de l'homme en Libye » de 1988 l'interdiction pour toute personne ou groupe de se prévaloir de l'islam pour entreprendre des actions politiques,.
Sur le plan légal, les peines d'amputation des mains des voleurs et de lapidation des femmes adultères prévues par la charia sont introduites dans le code pénal libyen en 1987, prélude à l'application officielle de la charia quelques années plus tard. Les peines d'amputation ne sont cependant appliquées qu'une fois, en 2002, pour punir des individus ayant attaqué un site pétrolier en Cyrénaïque et volé des véhicules appartenant à la National Oil Corporation.

### Statut des femmes
Kadhafi se présente comme un ardent défenseur du rôle des femmes et multiplie les symboles, comme la création d'une garde rapprochée exclusivement féminine, les « Gardes jamahiriyennes » (surnommées les « amazones »), dont il s'entoure lors de ses déplacements officiels, d'un corps de « religieuses révolutionnaires », et d'une Académie militaire réservée aux femmes. Accompagnant Kadhafi dans tous ses déplacement internationaux à partir du début des années 1980, les « amazones » ont constitué le symbole le plus voyant des conceptions « féministes » du dirigeant libyen. En 2011, après la chute de Kadhafi, divers médias révèlent qu'une partie au moins d'entre elles étaient traitées comme des esclaves sexuelles par le « Guide » et son entourage, après avoir été recrutées de force et arrachées à leurs familles,,.
L'âge légal du mariage est fixé à vingt ans en Libye. Une « Union des femmes libyennes » est fondée, avec pour vocation la lutte contre les abus de la société patriarcale. En juillet 1978, Kadhafi se déclare opposé à la polygamie, qu'il juge illégitime au regard de sa lecture du Coran ; il tente ensuite, parfois sans succès, de faire réformer les règles traditionnelles du mariage et de la transmission des biens. Une loi libyenne, adoptée en 1984, conditionne la polygamie à l'accord de la première épouse.
La Charte de 1988 confirme le principe d'égalité entre les hommes et les femmes, stipulant que le mariage est une association libre entre deux parties. Cette charte n'a en revanche pas de valeur juridique pour interdire la polygamie, qui peut de fait continuer à exister en Libye. Dans les faits, la polygamie est très peu pratiquée en Libye sous Kadhafi. Kadhafi favorise par ailleurs l'ascension de certaines responsables politiques féminines, comme sa propre fille Aïcha, ou Huda Ben Amer.
En 2012, après la chute et la mort du dirigeant libyen, Annick Cojean, journaliste du Monde, publie le livre Les proies : dans le harem de Kadhafi ; elle y décrit Kadhafi comme un prédateur sexuel qui aurait, durant ses décennies de pouvoir, pratiqué le viol de manière systématique, s'en servant même comme d'une sorte de méthode de gouvernement qui lui permettait d'humilier des chefs de tribu ou certains de ses ministres en jetant son dévolu sur leurs femmes ou leurs filles.

## De l'interventionnisme à l'isolement international
Dans les années 1970, le régime de Kadhafi adopte une position tiers-mondiste et radicale, s'appuyant dans un premier temps sur la manne financière que représentent les rentrées pétrolières. Comme l'Égypte de Nasser et l'Iran de Khomeini, la Libye de Kadhafi acquiert un temps une réelle popularité auprès de certaines populations du Tiers-monde, auprès desquelles il fait figure de porte-parole. La personnalité, singulière et parfois excentrique, du colonel Kadhafi contribue à l'image particulière de la Libye dont le positionnement international est la plupart du temps conflictuel. Le dirigeant libyen multiplie les diatribes, parfois injurieuses, contre l'Occident, et plus encore contre Israël, qualifié d'« ennemi absolu » ; il ne se prive pas non plus d'apostropher, voire d'insulter, les chefs d'État et de gouvernement du monde arabe et du tiers monde. Si la virulence des positions de la Libye lui permet parfois d'infléchir certaines politiques régionales, le pays le paie d'une longue série de ruptures ou de gel des relations diplomatiques avec d'autres États, parmi lesquels on peut citer de manière non exhaustive le Maroc en 1971, la Jordanie en 1972, l'Égypte en 1973 et en 1977, le Liban en 1978, l'Arabie saoudite en 1980, le Royaume-Uni en 1984 ou les Émirats arabes unis en 1987.
En Afrique, entre le début des années 1970 et le milieu des années 1980, plus de dix pays africains font l'objet de tentatives de déstabilisation par la Libye, directement ou par opposants interposés : outre le Tchad, Kadhafi agit à l'encontre du Burkina Faso (en 1983), de la Gambie (1981), du Niger (1976 et 1982), du Mali (1982), du Soudan, de la Somalie, du Zaïre, de la Guinée-Bissau et du Cap-Vert. La Libye apporte également son soutien logistique au Front Polisario lors de la guerre du Sahara occidental et intervient militairement dans la guerre ougando-tanzanienne pour soutenir le régime ougandais d'Idi Amin Dada. Kadhafi s'immisce également dans la guerre du Liban, qu'il contribue à faire durer en finançant certains belligérants : en 1975 et 1976, la Libye aurait versé environ 700 millions de dollars aux diverses factions libanaises pro-palestiniennes.
La Libye se livre en parallèle à un interventionnisme politique et religieux sur divers continents. Sur le plan religieux, l'État libyen sponsorise l'association missionnaire Da'Wa Islamiyya, qui pratique le prosélytisme sur le continent africain, notamment en Afrique subsaharienne. Sur un registre profane, le régime anime de 1980 jusqu'à leur dissolution en 1992 des Mathabas (« camps de base »), dirigés par Moussa Koussa et qui œuvrent pour exporter la doctrine politique de la Jamahiriya tout en finançant, formant et encadrant divers mouvements de rébellion. Un « Congrès populaire arabe » est créé pour faire figure d'extrapolation régionale du Congrès général du peuple et mobiliser des soutiens à la Libye dans le monde arabe : il semble ne jamais avoir obtenu de résultats très probants et disparaît également en 1992,.
Le régime de Kadhafi soutient également l'ensemble des mouvements de « résistance » à l'ordre occidental et apporte, avec plus ou moins de continuité, une aide à des groupes indépendantistes ou rebelles, à des guérillas et à des organisations classées comme terroristes par leurs pays respectifs ou par les instances internationales. Bénéficient à un moment ou à un autre de l'aide libyenne toutes les guérillas nationalistes du Tiers-monde, mais également des mouvements de minorités ethniques américaines (indiennes ou noires), l'IRA, la Fraction armée rouge, des indépendantistes Kanaks, la République arabe sahraouie démocratique du Front Polisario, ainsi que la quasi-totalité des organisations pour l'indépendance de la Palestine. Kadhafi apporte également son soutien à l'ANC dans son combat contre l'Apartheid en Afrique du Sud, ainsi qu'à des groupes comme le Workers Revolutionary Party britannique.
Dans le contexte de la guerre froide, Kadhafi cherche dans un premier temps à maintenir une politique de non-alignement face aux États-Unis et à l'URSS. Le dirigeant libyen a peu de goût pour le matérialisme marxiste mais, face à la détérioration des rapports avec les Américains, il se tourne dès mai 1974 vers les Soviétiques, qui lui fournissent des armes à défaut d'avoir avec lui une véritable proximité idéologique. Deux ans plus tard, Kadhafi se rend en visite à Moscou ; il consacre son rapprochement avec l'URSS en reconnaissant plusieurs États du bloc de l'Est, et en apportant notamment son soutien aux régimes angolais et éthiopien, liés à la présence soviétique dans la région. Des accords de coopération économique sont signés au cours des années 1980 avec la Corée du Nord, la Bulgarie, la Roumanie et la Pologne.
Une longue suite de crises récurrentes voient un grand nombre de diplomates libyens être expulsés de nombreux pays au cours des années 1980. En effet, les années 1980 sont marquées par une confrontation entre le régime en place et la communauté internationale, et tout spécialement les États-Unis et le Royaume-Uni. En 1984, le gouvernement britannique rompt toute relation avec la Libye à la suite de la mort d’une policière britannique, Yvonne Fletcher, tuée par un tir venu de l'ambassade libyenne à Londres alors qu'elle surveillait une manifestation anti-Kadhafi. En 1985, la Libye interdit aux égyptiens de travailler sur son sol en réponse à une mesure similaire prise par l'Égypte envers les Libyens ; les travailleurs tunisiens sont également expulsés – ce qui entraîne une rupture des relations diplomatiques avec la Tunisie – de même que les Maliens, Mauritaniens, Syriens et Nigériens, officiellement en raison d'une volonté d'autosuffisance. Le pays livre également un stock de missiles balistiques Scud à l'Iran alors en guerre avec l'Irak au début de la même année. Au plus fort de son isolement international, la Libye maintient néanmoins des relations commerciales et politiques fortes avec l'Italie.
À la fin des années 1990, l'embargo international et la chute du prix du baril de pétrole ont de lourdes conséquences économiques sur la Libye (hausse du chômage, baisse du pouvoir d'achat, dégradation des infrastructures, etc.).

### Implication dans le conflit tchadien

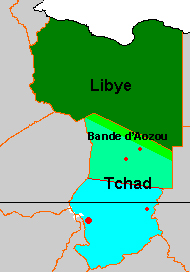
Localisation de la bande d'Aozou et zone de conflit entre la Libye et le Tchad.

À l'été 1973, la Libye envahit le territoire tchadien et occupe militairement la bande d'Aozou, dont elle revendique la possession. Kadhafi se pose également en médiateur dans la guerre civile tchadienne, prenant sous son aile Goukouni Oueddei, s'opposant à l'autre chef rebelle Hissène Habré, qu'il qualifie de « viscéralement anti-arabe ». Une certaine collaboration se développe, dans le contexte de la guerre civile tchadienne, entre la France et la Libye, Georges Pompidou tentant d'associer Kadhafi à la stabilisation du conflit. Kadhafi joue par la suite un rôle dans la libération de l'otage française Françoise Claustre. Valéry Giscard d'Estaing, cependant, tente de marginaliser la Libye, en jouant la réconciliation entre le pouvoir central et l'aile anti-libyenne de la rébellion, dirigée par Hissène Habré. Kadhafi, de son côté, dénonce la « trahison » de la France. En avril 1976, la Libye soutient une tentative d’assassinat du président tchadien Félix Malloum. La même année, des troupes libyennes réalisent des incursions dans le centre du pays, avec les forces du FROLINAT de Goukouni Oueddei.
L'aide libyenne à Oueddei s’accroît et, en 1977, Félix Malloum et Hissène Habré s’allient contre les rebelles pro-libyens. Soutenu par les « volontaires » de la « Légion islamique » créée par Kadhafi, et parvenu au pouvoir en 1979, Oueddei annonce en janvier 1981 la fusion entre le Tchad et la Libye. Mais ses relations avec Kadhafi se détériorent et, en décembre de la même année, les troupes libyennes se retirent du Tchad. Hissène Habré prend le pouvoir peu après, et les troupes de Kadhafi reprennent l’offensive au Tchad, pour soutenir la coalition militaire de Oueddei. En août 1983, la France déclenche l’opération Manta, envoyant un détachement de parachutistes pour soutenir Hissène Habré. Dans les années suivantes, le conflit tchadien tourne à la déroute pour la Libye : le 5 septembre 1987, les troupes de Hissène Habré réalisent une incursion en territoire libyen, et détruisent la base aérienne de Maaten Es-Sahra. 2000 hommes de troupe libyens y trouvent la mort, et les pertes matérielles sont très importantes. Le 11 septembre, sur le conseil de François Mitterrand, Hissène Habré conclut un accord de paix avec Kadhafi, mettant un terme à l'implication de la Libye dans le conflit tchadien,.

### Conflit avec l'Égypte
En juillet 1977, un conflit frontalier débute avec l'Égypte, alors que les deux pays s'affrontent par le biais d'une propagande radiophonique virulente. L'Égypte accuse notamment la Libye de soutenir ses opposants islamistes et d'être une base de pénétration soviétique en Afrique,.
Le 21 juillet, une colonne égyptienne pénètre en territoire libyen. L'attaque égyptienne est coordonnée avec une action du SDECE, les services secrets français, qui tente de déstabiliser la Libye en soutenant la formation au Caire d'un gouvernement d'opposition libyen,,,.
Les hostilités égypto-libyennes cessent au bout de trois jours grâce aux bons offices de Yasser Arafat et de Houari Boumédiène. Les accords internationaux signés en commun par l’Égypte et la Libye dans le cadre de l'Union des Républiques arabes sont définitivement dénoncés l’année suivante et les deux pays rompent leurs relations diplomatiques,,.

### Confrontation avec les États-Unis

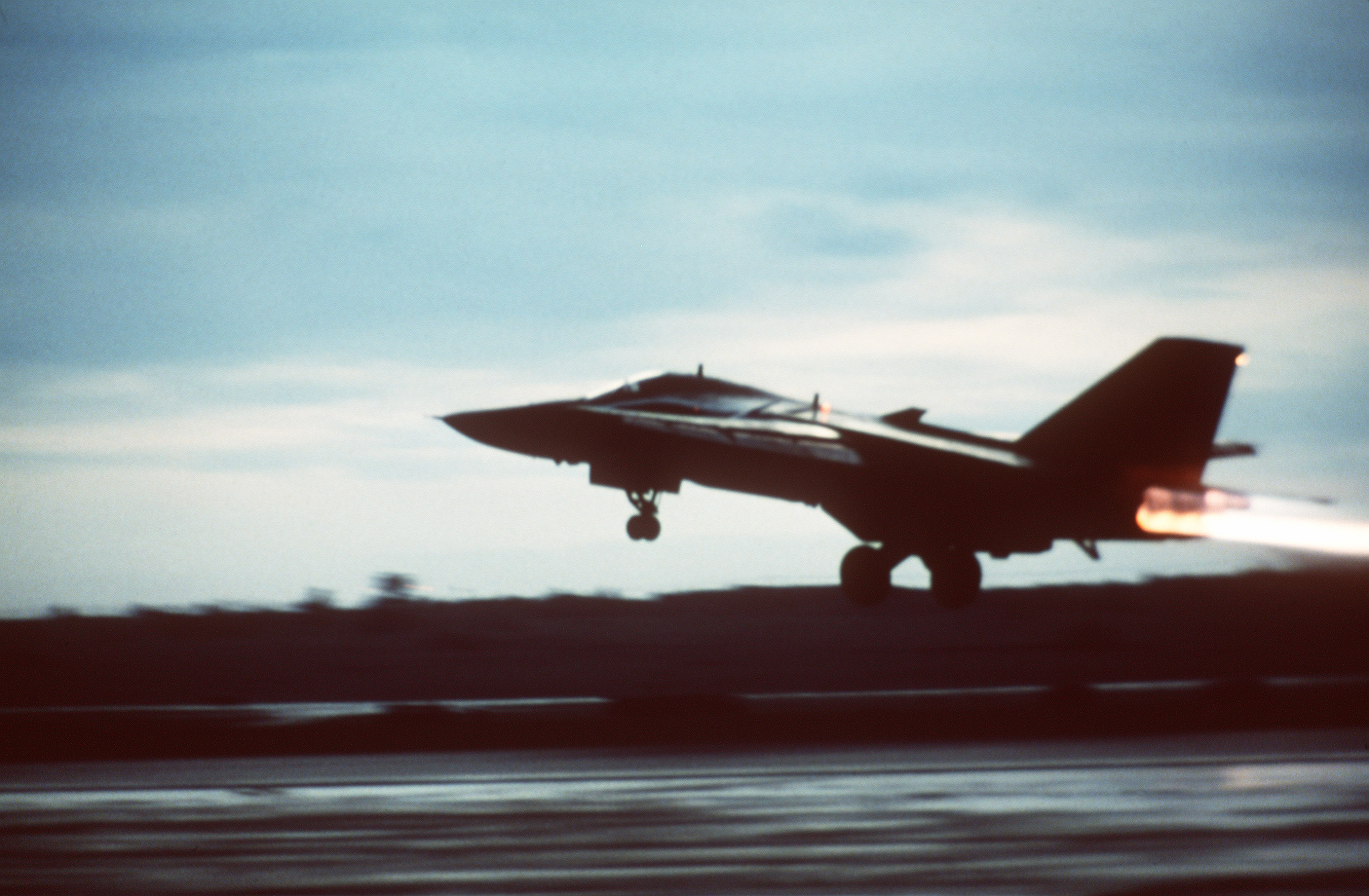
F-111 de l'aviation américaine.

Avec les États-Unis, les rapports passent par plusieurs phases. Dans un premier temps, les Américains voient d'un bon œil le nouveau pouvoir, considéré comme anticommuniste ; Kadhafi semble avoir été prévenu par leurs services de tentatives de coup d'État. Les relations se détériorent ensuite sensiblement à partir de 1973, mais les deux pays conservent des intérêts pétroliers communs. L'antagonisme demeure à un niveau essentiellement verbal – avec des épisodes plus agités comme le saccage de l'ambassade américaine à Tripoli en 1980 – et reste prudent sur le terrain économique : des compagnies pétrolières à participation américaine demeurent actives en Libye.
Les navires américains, au début des années 1980, sillonnent régulièrement le golfe de Syrte décrété « mer intérieure libyenne » par Kadhafi : en août 1981, les manœuvres américaines conduisent à un incident, au cours duquel deux avions de chasse libyens sont détruits en vol. En 1982, les États-Unis décrètent un boycott de la Libye, accusée de soutenir le terrorisme international,.
En 1986, durant le deuxième mandat de Ronald Reagan, les relations américano-libyennes se détériorent de manière spectaculaire. Le 19 janvier, les navires de l'US Navy pénètrent à nouveau dans le golfe de Syrte, et essuient des tirs de missile : leur riposte coule cinq vedettes et détruit un poste de défense aérienne. Le regain de tension entre les États-Unis et la Libye semble avoir été notamment causé par l'activisme africain de Kadhafi : l'administration américaine, mal remise de la crise en Iran, semble avoir également fait preuve d'une susceptibilité accrue face à la montée des acteurs internationaux « secondaires ». L'administration Reagan fait de la question libyenne une de ses priorités, dénonçant le soutien actif du régime du colonel Kadhafi (qualifié de « chien enragé ») au terrorisme international.
Le colonel échappe à la même époque plusieurs à tentatives d'assassinat (dont une, le 8 mai 1984, échoue de peu). La répression est sanglante et, durant plusieurs semaines, des exécutions publiques sont retransmises à la télévision libyenne, en guise d'avertissement.
En 1986, déclarant agir en représailles d’un attentat dans une discothèque berlinoise fréquentée par des militaires américains, et à la suite d'accrochages aériens dans le golfe de Syrte, les États-Unis bombardent des complexes militaires libyens, ainsi que des zones résidentielles de Tripoli et de Benghazi, tuant 101 civils et ratant de peu Kadhafi lui-même,. Le gouvernement libyen annonce que la fille adoptive de Kadhafi, Hana, âgée de deux ans, a été tuée dans le raid. Kadhafi semble avoir été fortement éprouvé par l'épisode, d'autant plus que la mobilisation populaire attendue autour de sa personne et de son régime a été décevante. Revendiquant une « grande » victoire sur les États-Unis qui ont échoué à le tuer, Kadhafi fait ajouter l'adjectif « Grande » au nom officiel de son régime, qui devient donc la Grande Jamahiriya arabe libyenne populaire socialiste. La partie détruite du complexe de Bab al-Azizia est laissée en l'état à des fins de propagande, Hana, l'enfant censément tuée par les bombes américaines, devenant également une figure récurrente de l'imagerie du régime. Le raid américain est suivi d'une reprise en main de l'appareil administratif. Kadhafi recherche également un dérivatif intérieur avec le conflit tchadien, qui se termine encore plus difficilement pour la Libye l'année suivante. Les 4 janvier 1989, un nouvel incident au lieu dans le golfe de Syrte entre les armées de l'air américaine et libyenne.

### Embargo international contre la Libye
Dès la fin des années 1980, la Jamahiriya tente de sortir de son isolement : en 1989, la Libye normalise ses relations avec la Tunisie, puis avec l'Égypte et le Tchad. Le 17 février 1989 est signé le traité de l'Union du Maghreb arabe, qui marque l'apaisement des relations de la Libye avec les autres pays maghrébins.
Cette politique de détente internationale est cependant compromise par l'implication de la Jamahiriya dans des actes de terrorisme international, qui aggravent bientôt la position internationale du pays au moment même où Kadhafi entame une légère libéralisation économique et politique. En 1988 et 1989, les services secrets libyens sont accusés d’avoir provoqué l’explosion en plein vol d’un avion de ligne américain au-dessus de la ville écossaise de Lockerbie et celle du Vol 772 UTA au Niger. Le 30 mai 1990 deux commandos du Front de libération de la Palestine, arrivés à bord d'un canot pneumatique largué en haute mer par un navire en provenance de Libye, tentent de commettre un raid sur une plage de Tel-Aviv. En 1992, le Conseil de sécurité des Nations unies, via sa résolution 748, met en place des sanctions à l’égard de la Libye afin d'obtenir que celle-ci livre les deux agents secrets suspectés de l’attentat de Lockerbie.

## Contestation du régime et ouverture avortée

### Opposition en exil
À la faveur de l'isolement du régime libyen, les groupes d'opposants en exil tentent dès les années 1970 de s'organiser et fondent de nombreuses organisations. La plus importante, et la seule à disposer d'un embryon d'armée, est le Front de salut national libyen, créé le 7 octobre 1981 à Khartoum par l'ancien président de la Cour des comptes Mohamed Youssef el-Megaryef. Soutenu au gré du temps par divers pays musulmans (Arabie saoudite, Irak de Saddam Hussein, Soudan, Maroc, etc.), et renforcé par des défections de militaires libyens venus du Tchad, le FNSL demeure cependant largement tributaire de l'aide des États-Unis. Dans l'ensemble, l'activité des opposants libyens en exil demeure surtout marquée par leur absence d'unité. En 1983, Kadhafi parvient à se défaire d'Omar al-Meheichi, que le roi du Maroc Hassan II accepte de lui livrer en échange de l'arrêt de l'aide libyenne au Front Polisario : l'avion royal marocain qui transportait vers La Mecque l'ancien membre du CCR est détourné vers la Libye où le dissident est accueilli par Kadhafi en personne, condamné sur-le-champ par un tribunal militaire convoqué sur place et immédiatement exécuté. En 1984, quatre factions de l'opposition se regroupent au sein de l'« Alliance nationale libyenne » qui appelle à l'unité des opposants, mais se trouve en concurrence avec le Front de salut national libyen.

### Échec de la politique d'ouverture
Dans les années 1980, la Libye connaît la montée d'organisations rebelles islamistes : des arrestations de djihadistes présumés ont lieu en 1986 et 1986. En janvier 1987, des groupes d'exilés se rencontrent au Caire pour fonder une nouvelle alliance contre le régime de Kadhafi. Ce dernier réagit à cette situation tendue en alternant répression et ouvertures politiques : la Jamahiriya connaît à partir de 1987, au moment du processus de libéralisation économique, une brève période de détente sur le plan de la politique intérieure. Les services secrets libyens cessent de tenter d'assassiner les opposants en exil, des contacts sont pris avec les représentants de l'opposition à l'étranger, le modéré Mahmoud Soleiman al-Maghrebi effectuant même une visite de sept jours à Tripoli, mais Kadhafi ne propose aux opposants que de prendre un rôle actif au sein d'un système qu'il se refuse à réformer. Après avoir semblé prêt à faire des concessions pour limiter l'activité des Comités révolutionnaires, dont les opposants réclament la suppression, Kadhafi fait ensuite machine arrière.

Carte des municipalités de la Libye dans les années 2000.

Les frontières du pays sont rouvertes, et le pays bénéficie du retour à un certain libéralisme en matière commerciale. Le 2 mars 1988, plusieurs centaines de prisonniers politiques libyens et étrangers sont libérés : Kadhafi défonce lui-même le mur d'enceinte de la prison aux commandes d'un bulldozer. Le 12 juin, Kadhafi fait adopter une « Charte verte de la liberté et des droits de l'homme en Libye », ou « Grande charte verte des droits de l'homme de l'ère jamahiriyenne ». Un Prix Kadhafi des droits de l'homme est créé pour souligner la nouvelle orientation du régime.
La politique d'ouverture ne dure pas et les prisons sont vite regarnies par de nouveaux prisonniers politiques. En 1989, Benghazi est marquée par l'agitation populaire après une descente de police dans sa mosquée. Au début de l'année, plus de trois mille activistes islamistes sont emprisonnés à la suite d'affrontements en Cyrénaïque : plusieurs dizaines semblent avoir été exécutés sans aucun procès. Kadhafi lance dans le courant de 1989 un appel à l'élimination physique des militants de diverses organisations islamistes, qu'il qualifie d'« athées ». Le 26 septembre, Kadhafi réunit plusieurs dizaines de dirigeants islamistes modérés, qu'il constitue en une « Direction de la révolution islamique mondiale », pour reprendre en main le prêche religieux.
Des soulèvements sporadiques continuent d'avoir lieu durant les années 1990 : en octobre 1993, des militaires, en liaison avec le Front de salut national libyen, se soulèvent à Misrata. En 1994, pour contenir la contestation islamiste, Kadhafi proclame l'application de la charia en Libye. Cette relative ouverture envers l'opinion islamiste n'empêche pas les révoltes : en septembre 1995, des militants islamistes affrontent les forces de sécurité à Benghazi ; dans le même temps, de nouvelles organisations djihadistes, le Mouvement des martyrs libyens et le Groupe islamique combattant en Libye, commencent à se faire connaître. À la même époque, le régime doit également gérer l'hostilité de diverses tribus en Cyrénaïque. En juillet 1996, à Tripoli, un match de football dégénère en émeute contre le régime après des décisions d'arbitrage controversées en faveur d'une équipe financée par l'un des fils de Kadhafi ; les forces de sécurité tirent sur la foule, faisant environ cinquante victimes. Si le mécontentement est largement diffus et les groupes de rebelles multiples, aucune cohésion n'existe cependant entre les opposants à Kadhafi.
De nouvelles tentatives de réorganisation du système ont lieu dans les années 1990 et 2000. En 1993, Kadhafi décrète la division du territoire national en 1500 unités administratives de base (mahallate), dotées d'une large autonomie. La réforme, combattue sur le terrain par de multiples fusions entre trop petites communes, s'avère inapplicable. En janvier 2000, Kadhafi annonce l'abolition du Congrès général du peuple et la disparition du Comité populaire général (14 secrétaires sur 21 étant immédiatement remerciés), au profit d'une administration du pays par les communes et par une nouvelle structure, les « Commandements populaires et sociaux », censés renforcer le « pouvoir des masses ». Dans les années qui suivent, le Congrès général du peuple et le Comité populaire général continuent cependant d'exister, et les Commandements populaires et sociaux demeurent en sommeil jusqu'à leur réactivation en 2009, quand est annoncée la nomination de Saïf al-Islam Kadhafi à leur tête.

## Retour en grâce sur la scène internationale

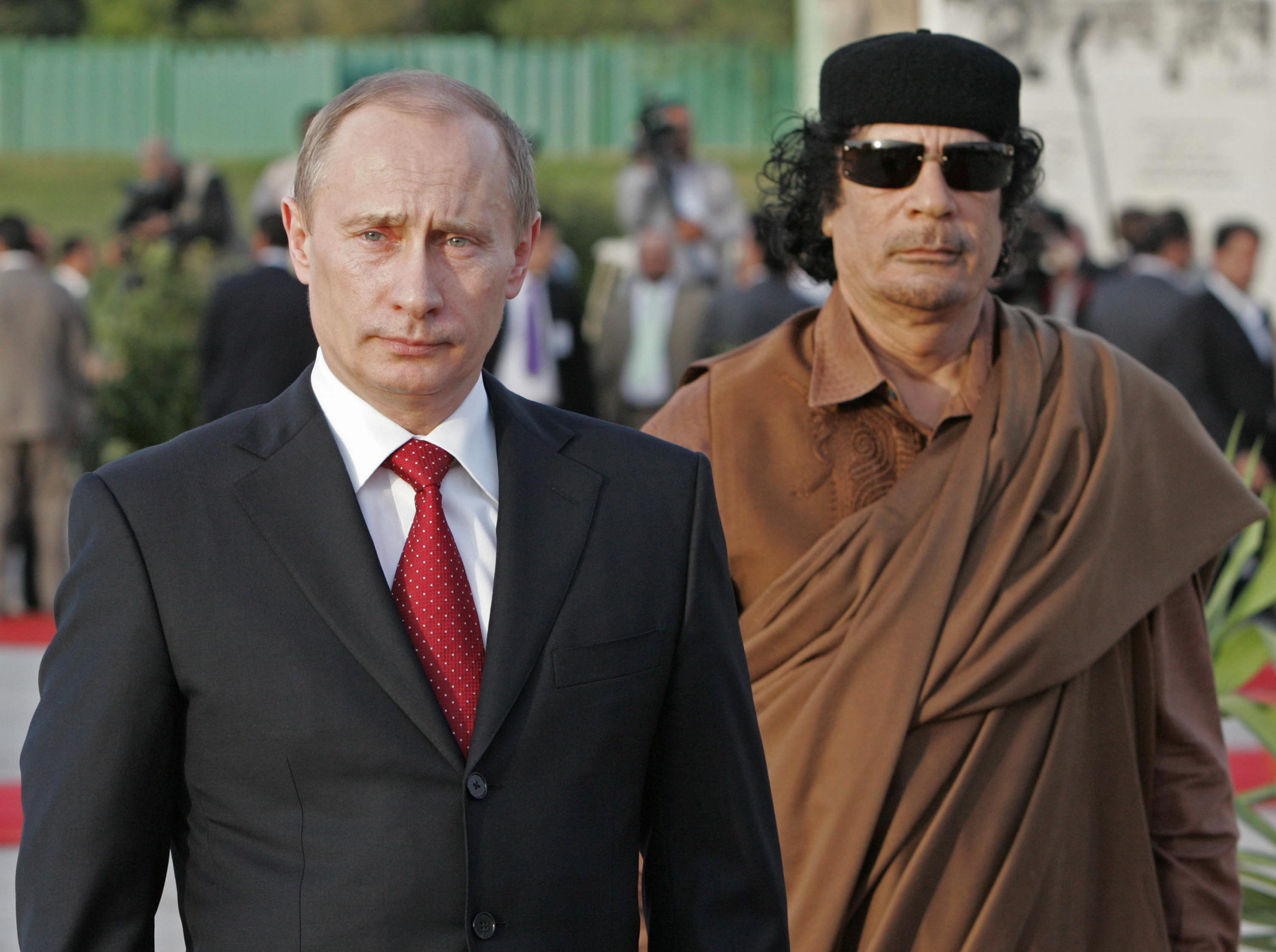
Mouammar Kadhafi et le président russe Vladimir Poutine, en avril 2008.

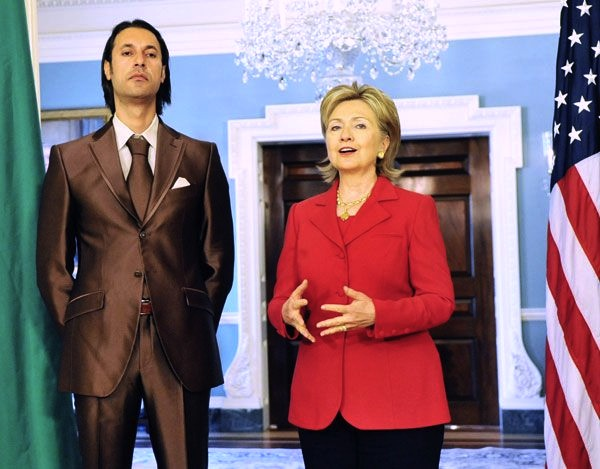
Moatassem Kadhafi et la Secrétaire d'État des États-Unis Hillary Clinton, en avril 2009.

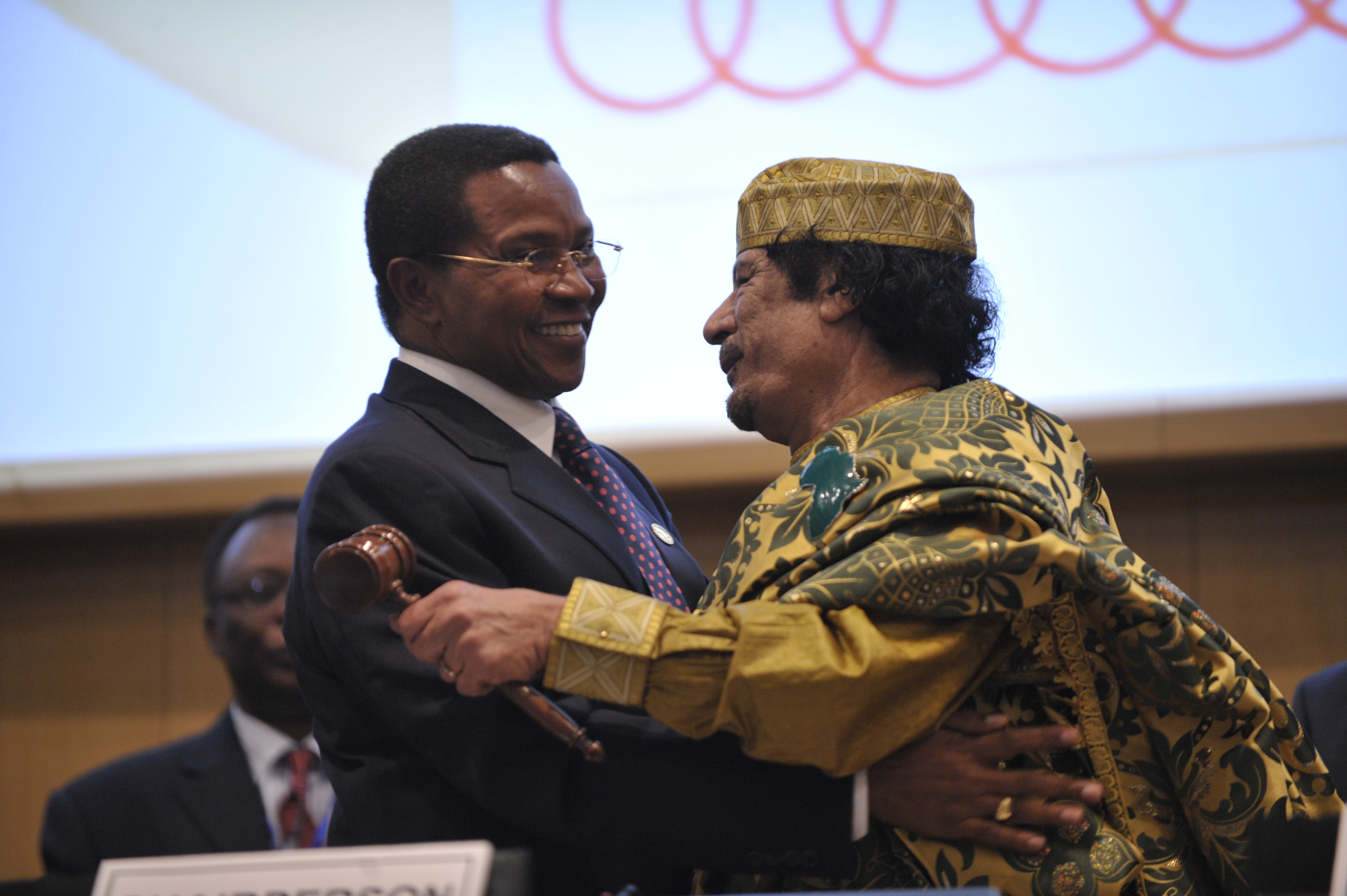
Le renouveau de la politique africaine libyenne : le président tanzanien Jakaya Kikwete embrasse le Guide libyen lors du 12e sommet de l'Union africaine (2009)

Affaiblie économiquement par l'embargo, la Libye multiplie durant les années 1990 les initiatives pour sortir de son isolement et améliorer son image à l'international. En 1997, le fils du colonel Kadhafi, Saïf al-Islam Kadhafi, prend la tête de la Fondation internationale Kadhafi pour la charité et le développement, qui permet au régime de s'engager de manière visible dans des causes humanitaires et d'aider au règlement de crises internationales.
Le 4 février 1998 est fondée à Tripoli la Communauté des États sahélo-sahariens, qui regroupe 28 pays : cette organisation permet notamment à Kadhafi de briser l'isolement régional de la Libye. Le dirigeant libyen, par le biais d'une importante politique d'investissements, apporte un financement considérable à des gouvernements d'Afrique subsaharienne, se constituant au passage une clientèle d'obligés; le soutien économique apporté par la Libye à divers pays d'Afrique noire vaut à Kadhafi une réelle popularité dans une partie de l'opinion africaine, notamment dans les pays musulmans,.
Les agents libyens recherchés pour leurs responsabilités présumées dans l'attentat de Lockerbie, Abdelbaset Ali Mohmed Al Megrahi et Al Amin Khalifa Fhimah, sont finalement extradés en 1999, ce qui provoque la suspension des sanctions et le rétablissement des relations diplomatiques avec le Royaume-Uni. Le régime joue même, via la Fondation Kadhafi, un rôle d’intermédiaire dans plusieurs libérations d’otages, comme à Jolo en 2000 et au Sahara occidental en 2003. En août 2003, la Libye endosse officiellement la responsabilité pour l’attentat de Lockerbie et signe un contrat de compensation avec les familles des victimes, ce qui lui vaut en septembre 2003 la levée définitive des sanctions de la part du Conseil de sécurité des Nations unies.
En parallèle, Kadhafi opère après les attentats du 11 septembre 2001 un changement dans sa politique étrangère, probablement pour éviter une fin violente « à l’irakienne », pour lui et son régime. Dès janvier 2002, il entame des discussions avec les États-Unis sur la question du terrorisme islamiste. Après avoir été dénoncé comme un financier du terrorisme international, Kadhafi devient un partenaire stratégique dans la lutte contre celui-ci ; la vieille hostilité du colonel envers les islamistes donne à sa participation à la « guerre contre le terrorisme » des accents de sincérité. Par la suite, en conséquence de négociations diplomatiques secrètes tenues pendant 9 mois de mars à décembre 2003 entre responsables libyens, britanniques et américains, Kadhafi annonce en décembre de cette année qu’il renonce officiellement à ses programmes secrets d'armes de destruction massive, dont il reconnaît à cette occasion l'existence après l'avoir longtemps niée,. Enfin, en mars 2004, il signe le protocole additionnel du Traité de non-prolifération nucléaire (TNP).
Grâce à ce changement diplomatique et à une politique d’assouplissement de sa réglementation en matière économique qui permet l’ouverture du marché local aux entreprises internationales, le régime de Kadhafi assure sa survie et se rapproche des puissances occidentales et particulièrement de certains pays européens, comme le Royaume-Uni, la France, l’Espagne et l’Italie. Mouammar Kadhafi déclare désormais qu’il entend jouer un rôle majeur dans la pacification du monde et la création d’un Moyen-Orient sans armes de destruction massive. La Libye dispose également, pour traiter avec les gouvernements de l’Union européenne, de l'argument du combat contre l’immigration illégale : le gouvernement libyen s'engage notamment à contribuer à l'effort italien en interceptant les navires de clandestins, contre les 5 milliards de dollars de dédommagement versés par l'Italie en réparation de la période coloniale.
Le 10 avril, 2006, Kadhafi lance la Ligue populaire et sociale des tribus du Grand Sahara, un groupement ambitionnant de représenter l'ensemble des tribus de la zone saharienne, avec pour but proclamé de réunir le Sahara en un seul État.
En 2007, l'affaire des infirmières bulgares, en cours depuis 1999, est réglée grâce notamment à une médiation entre la France, l'Union européenne et la Fondation Kadhafi. En décembre de la même année, Mouammar Kadhafi est reçu lors d'une visite officielle en France par Nicolas Sarkozy, la rencontre marquant la normalisation des relations entre la France et la Libye. Des contrats de plusieurs dizaines de milliards d'euros sont annoncés. En 2008, l'Italie et la Libye signent un accord soldant le passif de la période coloniale, le gouvernement de Silvio Berlusconi s'engageant à verser 5 milliards de dollars de dédommagement à son ancienne colonie. L'Italie est en 2011 le premier partenaire commercial de la Libye.
Le 2 février 2009, Mouammar Kadhafi est élu pour un an à la présidence de l'Union africaine. Le 23 septembre de la même année, le dirigeant libyen s'exprime à la tribune de l'ONU, et en profite pour prononcer un discours fleuve dénonçant les grandes puissances et le Conseil de sécurité des Nations unies. En avril 2009, la députée libyenne Huda Ben Amer, proche de Kadhafi, devient présidente du Parlement arabe de la Ligue arabe. Le 13 mai 2010, la Jamahiriya arabe libyenne est admise au Conseil des droits de l'homme des Nations unies, malgré les protestations de diverses ONG.

## Situation politique intérieure dans les années 2000

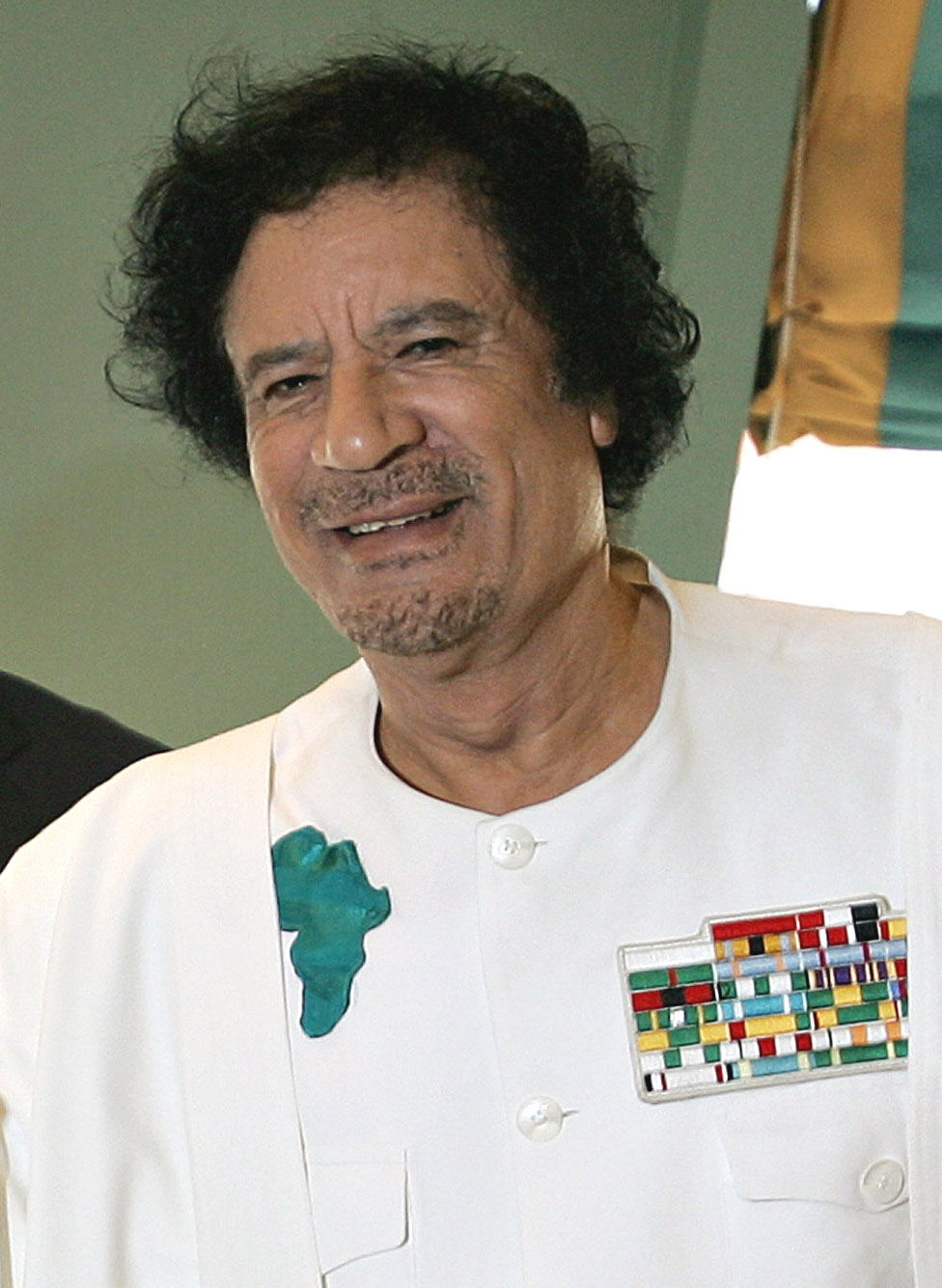
Mouammar Kadhafi lors du sommet Afrique-Amérique latine au Nigeria en 2006.

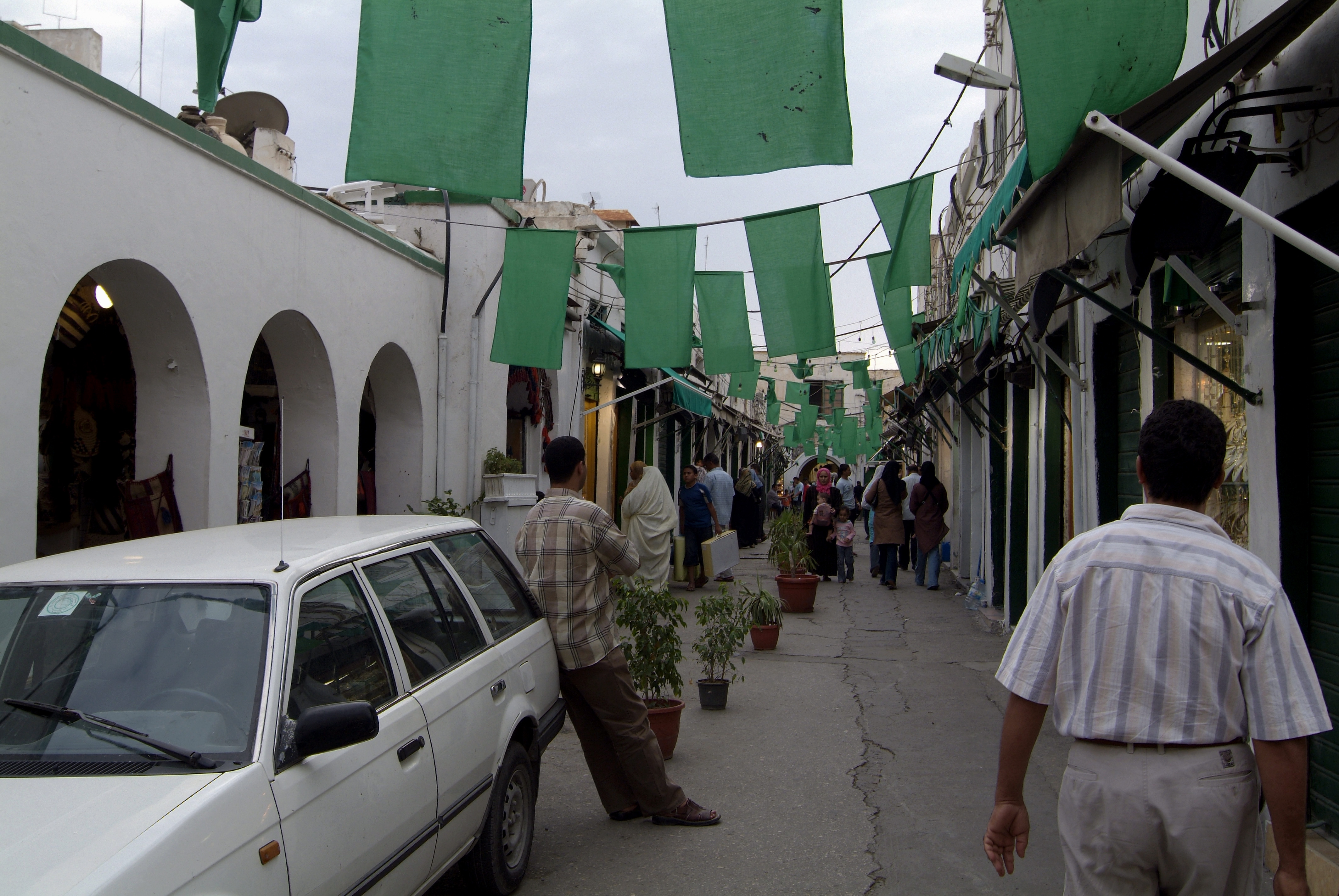
Drapeaux verts dans Tripoli le 2009, jour anniversaire de la révolution de 1969.

Les gains spectaculaires enregistrés par le régime libyen sur le plan diplomatique ne se traduisent cependant pas par un relâchement du système politique sur le plan intérieur. Selon le département d'État des États-Unis, le réseau d'informateurs des Comités révolutionnaires inclut en 2006 entre 10 et 20 % de la population libyenne. Au début des années 2000, la Libye n'a toujours pas de représentants librement élus, ni de véritable constitution, ni d'instrument de contrôle de l'utilisation des fonds publics, et encore moins de mécanisme juridictionnel de recours ou de protection contre les abus des services de sécurité. Les réconciliations avec des opposants extérieurs sont rares, l'exception la plus notable étant Abdel-Moneim Al-Huni, ancien membre du Conseil de commandement de la révolution entré en dissidence durant vingt ans, qui devient en 2000 représentant de la Libye à la Ligue arabe. Pour montrer sa bonne volonté réformatrice, Kadhafi nomme en 2003 à la tête du gouvernement un homme de sensibilité libérale, Choukri Ghanem, chargé de moderniser l'État et l'économie; les changements demeurent cependant timides et en 2006 Choukri Ghanem est remplacé par Baghdadi Mahmoudi, un technocrate au profil plutôt conservateur.
La montée en visibilité de Saïf al-Islam Kadhafi, à la tête de la Fondation Kadhafi, semble augurer d'une possible transmission héréditaire du pouvoir, bien que le fils de Kadhafi soit apparemment en compétition sur ce point avec son frère Moatassem et que ses volontés réformatrices ne soient pas toujours couronnées de succès. Saïf al-Islam Kadhafi préconise sur le plan intérieur une libéralisation de l'information et des communications – la Libye accède en 2001 à la téléphonie mobile et en 2005 à l'internet – et de la refonte du système politique de la Libye, engageant une équipe de juristes étrangers pour travailler sur un projet de constitution. Mais, sur le plan économique notamment, le camp réformateur mené par Saïf al-Islam Kadhafi se heurte à la « vieille garde » menée par le chef du gouvernement Baghdadi Mahmoudi et le fils du Guide de la révolution est contraint à plusieurs reprises, notamment en 2008, de faire machine arrière, de fermer les médias privés qu'il a contribué à lancer et d'annoncer temporairement son retrait de la vie politique.
Saïf al-Islam Kadhafi demeure l'un des visages les plus en vue du régime libyen, dont il est au niveau international l'ambassadeur le plus apprécié du monde occidental : cependant, au tournant des années 2010, il n'a toujours pas pris de fonctions officielles au sein de l'appareil d'État, tout en demeurant très influent. La perspective à plus ou moins long terme de la succession de Mouammar Kadhafi, qui fête ses 60 ans en 2002, demeure un grand facteur d'incertitude : François Burgat et André Laronde concluent en 2003 leur étude sur la Libye en estimant qu'en cas de disparition du « Guide de la révolution », son idéologie ne serait probablement revendiquée par aucun secteur de la société, toute alternance politique ne pouvant qu'impliquer une profonde réforme du pays et de son mode de gouvernement. Le 17 février 2006, une manifestation contre les caricatures de Mahomet fait place, à Benghazi, à des slogans contre le régime de Kadhafi. La répression fait environ onze morts et trente-cinq blessés parmi les manifestants.
Durant cette même période, les contacts occidentaux de son régime semblent avoir aidé Mouammar Kadhafi à renforcer la répression et l'espionnage de la population libyenne : en 2011, un militaire français retraité déclare que trois ans plus tôt, des ingénieurs d'une filiale de Bull et d'anciens cadres de la Direction du Renseignement militaire ont aidé les services de renseignements libyens à mettre en place la surveillance de la totalité du réseau internet du pays.

## 2011: révolte contre Kadhafi, guerre civile et chute du régime

### Soulèvement et intervention internationale

Carte des hostilités en Libye, en mars 2011.

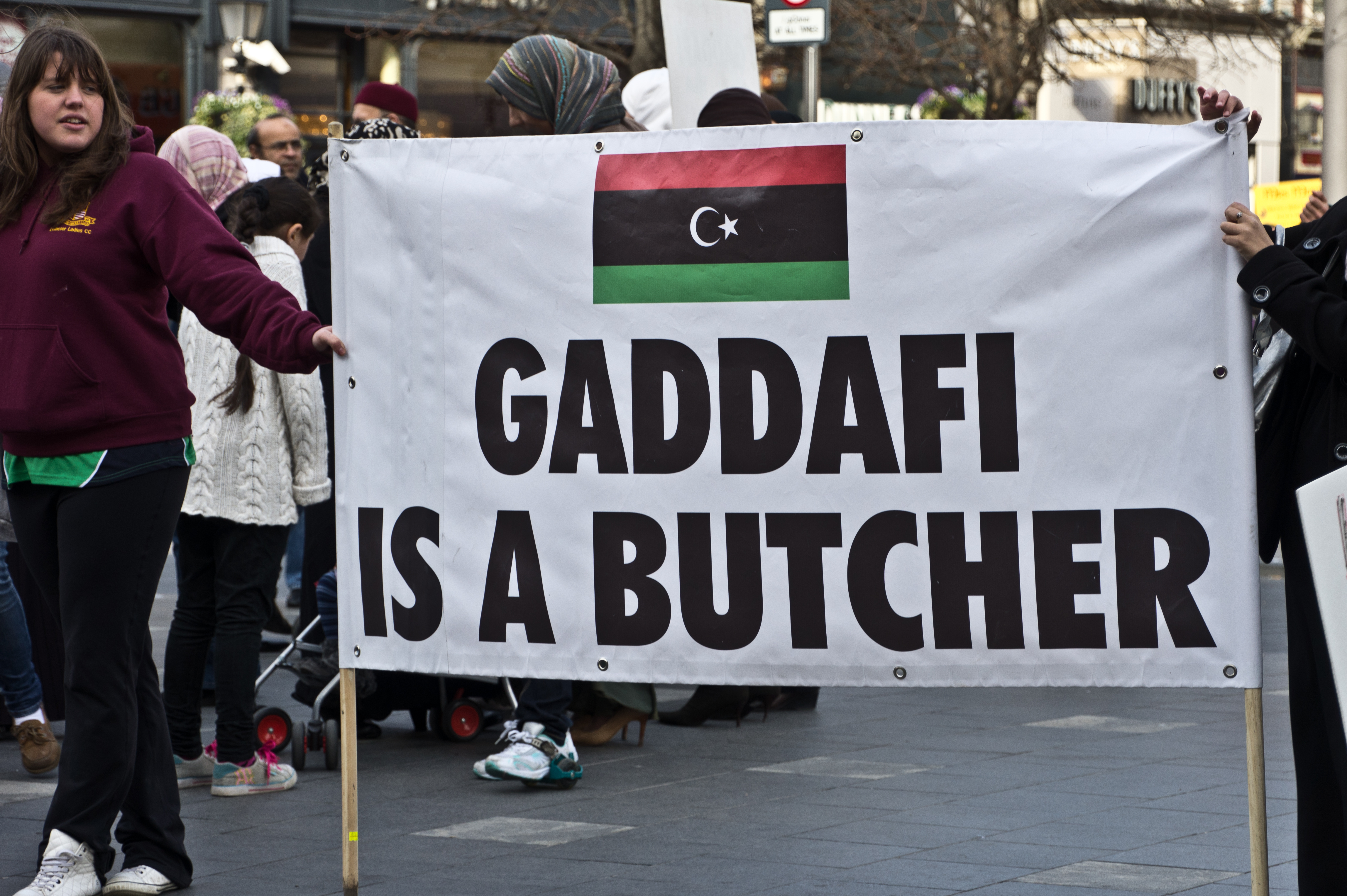
Protestations contre le régime à Dublin, en Irlande, par les libyens, avec le slogan « Kadhafi est un boucher », en 2011.

Au début de 2011, après les soulèvements populaires en Tunisie et en Égypte, la Libye est à son tour touchée par le « Printemps arabe ». C'est en Cyrénaïque, région sociologiquement opposée à la Tripolitaine et traditionnellement opposée à la famille Kadhafi, que la contestation ouverte contre le régime se fait d'abord jour. Le 15 février 2011, la police disperse par la force un sit-in contre le pouvoir à Benghazi. Les protestations s'amplifient dans les jours qui suivent : les contestataires lancent ensuite, notamment via Facebook, un appel à un « jour de colère » à l'occasion du cinquième anniversaire des évènements de 2006 ; le 17 février, de nouvelles manifestations ont lieu dans l'est du pays et tournent à l'affrontement, notamment à Benghazi et El Beïda, ; l'armée tire cette fois à balles réelles, puis à l'arme lourde.
Le 20 février, Saïf al-Islam Kadhafi intervient à la télévision, promettant des réformes, mais avertissant également les manifestants que des « rivières de sang » risquent de couler si les désordres continuent ; il annonce que l'armée maintiendra l'ordre et ajoute : « nous ne lâcherons pas la Libye et nous combattrons jusqu'au dernier homme, jusqu'à la dernière femme et jusqu'à la dernière balle ». A Tripoli même, des affrontements éclatent et des bombardements aériens meurtriers ont lieu ; le siège du Congrès général du peuple est incendié. L'est du pays semble échapper au gouvernement de la Jamahiriya : à Benghazi, les bureaux des Comités populaires sont saccagés. Le 22 février, Mouammar Kadhafi lui-même s'exprime à la télévision, traitant les insurgés de « rats » et de « drogués » manipulés par Al-Qaïda et les Américains, affirmant qu'il se battra jusqu'à mourir « en martyr » et appelant ses « millions » de partisans à le soutenir, ; il promet de « nettoyer la Libye » rue par rue et maison par maison, et déclare : « Mouammar est le chef de la révolution jusqu'à la fin des temps ».
Le 27 février est proclamé à Benghazi un gouvernement rebelle, le Conseil national de transition (CNT) dont Moustafa Abdel Jalil, ancien secrétaire à la Justice de Kadhafi, prend la présidence le 5 mars. Les exemplaires du Livre vert sont brûlés publiquement dans le fief des insurgés. Différents dignitaires (ambassadeurs, membres ou anciens membres du gouvernement, etc.) lâchent le régime dès la fin du mois de février : le représentant à la Ligue arabe Abdel-Moneim Al-Huni, le secrétaire aux Affaires étrangères Moussa Koussa, ou le président de la National Oil Corporation et ancien chef du gouvernement Choukri Ghanem, font progressivement défection. Abdessalam Jalloud, ancien n°2 du régime, fuit également le pays. Une partie des forces armées libyennes fait défection et rejoint les rangs rebelles; le général Abdelfattah Younès, auparavant responsable de la sécurité intérieure de la Jamahiriya, est nommé au poste de chef militaire des insurgés. Le 1er mars, le Conseil des droits de l'homme de l'ONU exclut la Libye. Le 21 mars, Huda Ben Amer est démise de la présidence du Parlement arabe.
Les unités militaires fidèles à Kadhafi, bien mieux armées et équipées que les forces armées rebelles, contre-attaquent bientôt et reprennent le contrôle d'une partie des villes libyennes, avançant sur Benghazi, dont Saïf al-Islam Kadhafi annonce la « libération » prochaine. Dans le même temps, le 10 mars 2011, la France est le premier pays à recevoir des représentants du CNT et à reconnaître celui-ci comme interlocuteur légitime.
Le 17 mars est votée la Résolution 1973 du Conseil de sécurité des Nations unies, qui ouvre la voie à une intervention militaire multinationale qui, si elle se limite sur le plan militaire à des opérations aériennes, empêche les forces de Kadhafi de reprendre Benghazi. Le 27 juin, la Cour pénale internationale délivre un mandat d'arrêt pour crimes contre l'humanité contre Mouammar Kadhafi, ainsi que contre son fils et « Premier ministre de facto » Saïf al-Islam Kadhafi, et contre son chef des services secrets Abdallah Senoussi.

### Écroulement du régime
Le 23 août 2011, au bout de six mois de conflit et avec le soutien des frappes aériennes de l'OTAN, les forces du CNT s'emparent de la capitale, Tripoli. Les bunkers, dont le complexe de Bab al-Azizia, et les opulentes demeures de Kadhafi et de sa famille sont investis par les rebelles,,. Une partie des proches de Kadhafi se réfugie en Algérie ou au Niger. Kadhafi lui-même demeure introuvable et continue dans les semaines qui suivent à s'exprimer par des messages audio, appelant ses partisans à la résistance et dénonçant comme illégitime tout autre pouvoir que « celui du peuple et des comités populaires »,. Le porte-parole du gouvernement de la Jamahiriya, Moussa Ibrahim, diffuse des messages affirmant que le colonel Kadhafi organise la « défense » de la Libye.
Le 9 septembre, à la demande de la CPI, Interpol émet un mandat d'arrêt contre Mouammar Kadhafi, Saïf al-Islam Kadhafi, et Abdallah Senoussi. Mohamed Abou el-Kassim Zouaï, chef de l'État en titre de la Jamahiriya, se livre aux nouvelles autorités. Baghdadi Mahmoudi, chef du gouvernement, se réfugie en Tunisie. Le 16 septembre, le CNT, qui a fait l'objet au cours des mois précédents d'une reconnaissance internationale accrue, se voit attribuer le siège de la Libye à l'ONU par l'Assemblée générale.
Les combats continuent entretemps dans les bastions kadhafistes, notamment Syrte et Bani Walid : le 17 octobre, les forces du CNT prennent Bani Walid, abandonnée par les troupes kadhafistes, tandis que de violents affrontements se déroulent à Syrte. Le 20 octobre, Mouammar Kadhafi est capturé, lynché et tué alors qu'il fuyait Syrte. Toujours le 20 octobre, Moatassem Kadhafi est tué à Syrte, de même que le chef d'État-major Abou Bakr Younès Jaber. Syrte, dernier bastion kadhafiste, est déclarée « libérée »,
Le 23 octobre, le CNT proclame la « libération » de la Libye. Après plus d'un mois de cavale, Saïf al-Islam Kadhafi est arrêté le 19 novembre; l'ancien chef du renseignement Abdallah Senoussi est appréhendé en Mauritanie en mars 2012.

### Après la chute de Kadhafi
Après la fin de la Jamahiriya, la Libye s'engage dans un difficile processus de transition politique, marqué par l'instabilité et l'insécurité ; en l'absence de toute tradition démocratique, l'ancien régime a laissé ce que l'édition Afrique de Slate qualifie de « non-héritage politique ». Le politologue Riadh Sidaoui considère en octobre 2011 que « Mouammar Kadhafi a créé un grand vide pendant son exercice du pouvoir : il n'y a ni institution, ni armée, ni tradition électorale dans le pays. Tout est à construire. Des éléments font craindre une transition difficile : il y a des armes partout et les islamistes radicaux sont aux aguets ».
Dans les mois qui suivent la chute de la Jamahiriya, l'insécurité continue de régner en Libye où les milices armées ont les mains libres, tandis que le pays suit officiellement un calendrier destiné à permettre la promulgation d'une constitution et l'instauration d'un système démocratique. Les délégués d'Amnesty International dénoncent des actes de torture infligés notamment sur des prisonniers pro-Kadhafi. Des localités libyennes, notamment Beni Ulid, fief de la tribu des Ouarfalla, continuent d'abriter des fidèles de l'ancien régime,. Les anciens « apparatchiks » de la Jamahiriya membres du CNT ou reconvertis dans l'administration du nouveau régime font par ailleurs l'objet d'une vive contestation alors que le désordre et la violence continuent de régner en Libye,. Après plusieurs mois d'instabilité, la situation en Libye se normalise de manière relative et progressive, avec le remplacement de certaines milices par des forces de police régulières, tandis que la vie quotidienne des citoyens reprend en partie son cours.
La Libye tient ses premières élections libres en juillet 2012, le Congrès général national devenant l'assemblée constituante du pays.
En mai 2013, sous la pression des milices révolutionnaires, le parlement libyen adopte une loi dite de « bannissement politique », excluant de toute fonction officielle les personnes ayant occupé des responsabilités, à un moment ou à un autre, sous le régime de Kadhafi. Le radicalisme de cette loi, qui frappe de fait une grande partie des dirigeants libyens, provoque une crise politique et plusieurs démissions : le président du Congrès général national Mohamed Youssef el-Megaryef, qui avait été ambassadeur sous Kadhafi avant de devenir un opposant historique de ce dernier, est ainsi amené à quitter ses fonctions. La Libye échoue ensuite à bâtir un système politique stable comme à garantir une réelle sécurité intérieure, et sombre à partir de l'automne 2014 dans une seconde guerre civile, tandis que deux gouvernements se disputent la légitimité,.